# Ligne 2 du tramway d'Île-de-France
Vous lisez un « article de qualité » labellisé en 2009.
La ligne 2 du tramway d'Île-de-France, plus simplement nommée T2, est une ligne du tramway d'Île-de-France exploitée par la Régie autonome des transports parisiens (RATP) qui est mise en service le 2 juillet 1997 à l'occasion des Journées mondiales de la jeunesse (JMJ).
Elle relie depuis l'ouverture du prolongement nord de la ligne le 19 novembre 2012, la porte de Versailles au pont de Bezons sur 17,9 kilomètres et compte vingt-quatre stations, séparées en moyenne de 778 mètres en desservant le quartier d'affaires de La Défense.
Elle utilise, sur une partie de son tracé, la plate-forme de l'ancienne ligne de Puteaux à Issy-Plaine, dite ligne des Moulineaux, créée en 1889 et gérée par la Société nationale des chemins de fer français (SNCF) jusqu'à sa conversion en tramway.

Plan schématique de la ligne T2.

## Histoire

### Chronologie
- 2 juillet 1997 : mise en service entre La Défense et Issy-Val de Seine
- 2000 : commande des soixante rames Citadis 302
- 2 décembre 2002 : mise en service commerciale des premières rames Citadis 302
- 2003 : transfert des rames Tramway français standard (TFS) vers la ligne 1 du tramway
- septembre 2003 à octobre 2004 : circulation périodique d'une motrice historique du tramway de Vienne
- 5 septembre 2005 : mise en circulation de rames doubles
- 21 novembre 2009 : prolongement au sud d’Issy-Val de Seine à Porte de Versailles
- 19 novembre 2012 : prolongement au nord de La Défense à Pont de Bezons

### La ligne des Moulineaux

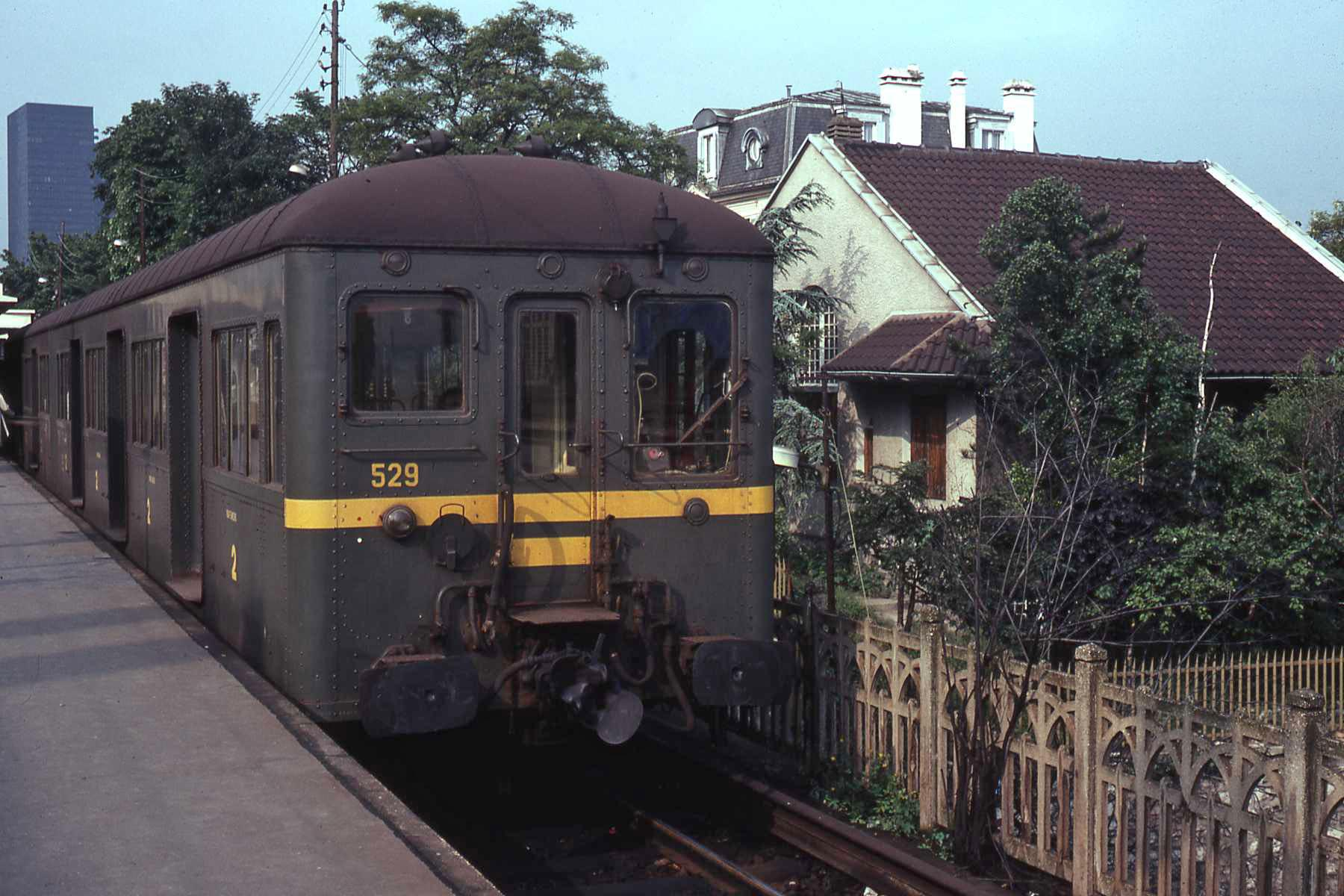
Une rame Standard de la ligne des Moulineaux, en gare terminus de Puteaux, en juillet 1980.

La ligne 2 du tramway francilien emprunte sur la majeure partie de son parcours (10 km sur 17,9 km) la plate-forme de la ligne de Puteaux à Issy-Plaine, également dénommée Ligne des Moulineaux et Ligne des Coteaux. Ouverte le 1er mai 1889, juste à temps pour l'Exposition universelle de 1889, elle se présente sous la forme d'un débranchement de la ligne de Paris-Saint-Lazare à Versailles-Rive-Droite prenant naissance à Puteaux et aboutissant au Champ de Mars à Paris, au pied de l'œuvre phare de l'Exposition, la Tour Eiffel, avant de voir son terminus ramené à Issy-Plaine.
La ligne des Moulineaux souffrait d'un manque d'investissement qui en faisait une des lignes les plus vétustes de la banlieue de Paris, aux performances des plus médiocres, bien que située à proximité du quartier futuriste de La Défense. Cette situation persistera jusqu'à sa fermeture, réalisée le 21 mai 1993, afin de permettre sa transformation en une ligne de tramway, le T2.

### Transformation en ligne de tramway

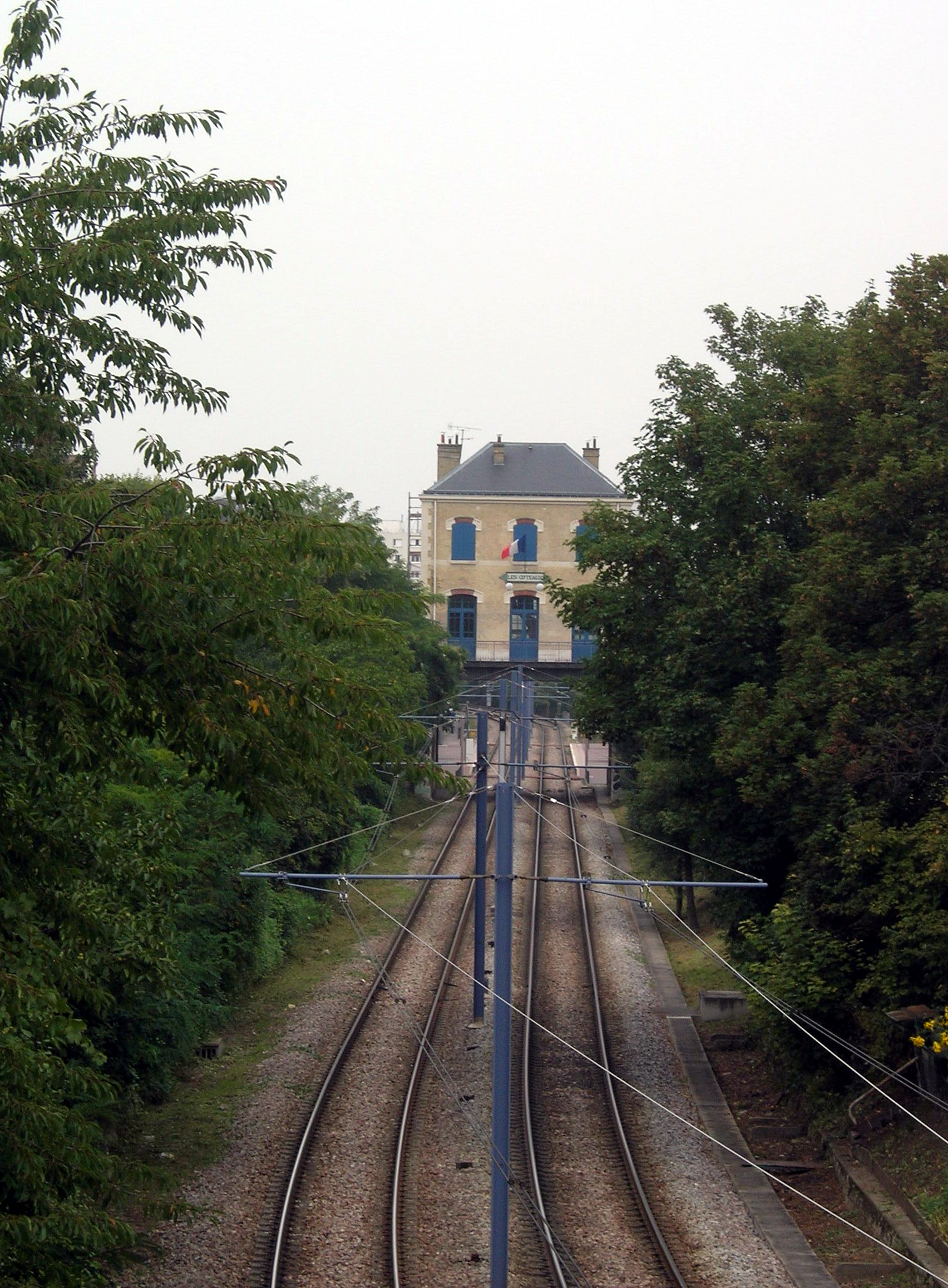
À proximité de la station Les Coteaux, avec au premier plan, les voies du tramway ainsi que les fils trolley doubles et leurs supports posés dans l'entre-axe des voies, et au second, l'ancien bâtiment voyageurs conservé mais désaffecté de la gare éponyme, en septembre 2006.

Le projet d'une modernisation de la ligne des Moulineaux remonte à 1971, lorsque le Syndicat des transports parisiens (STP), la RATP et la SNCF créent un groupe de travail en vue de la création d'une liaison entre La Défense et Maison-Blanche, extensible jusqu'à Bastille. L'idée est de réunir les tronçons abandonnés ou sous-utilisés de la ligne des Moulineaux, de la Petite Ceinture sud et de la ligne de Vincennes afin de créer une nouvelle ligne ferroviaire rapide aux standards du RER. La possibilité d'exploiter la ligne sous la forme d'un métro léger (tramway) est également étudiée. En 1988, une nouvelle étude propose cette fois l'établissement d'une ligne de métro automatique de type VAL entre La Défense et la gare de Lyon, toujours en réutilisant la ligne des Moulineaux et la Petite Ceinture. Plusieurs autres options sont proposées comme la transformation de la ligne en une branche du RER C ou bien son interconnexion avec les trains de banlieue en provenance de Paris-Saint-Lazare grâce à un matériel bicourant à troisième rail (750 V) et caténaire (25 kV, 50 Hz).
La transformation de la ligne en tramway avec son prolongement au nord à La Défense l'emporte finalement et le projet est inscrit au contrat de plan État-Région. Le schéma de principe est pris en considération par le Syndicat des transports parisiens le 23 octobre 1991. La concertation préalable à la déclaration d'utilité publique se déroule en décembre 1991 et janvier 1992, et cette dernière est prononcée le 18 mars 1993 pour une mise en service prévue en 1996.
Les travaux sont engagés en septembre 1993, mais en 1994 le maire RPR de Puteaux Charles Ceccaldi-Raynaud entame un recours contre la déclaration d'utilité publique, exigeant des aménagements pour sa commune en raison des nuisances qu'apporterait, selon lui, la nouvelle ligne de tramway. En 1995, les travaux de rénovation sont en cours de réalisation entre Puteaux et Issy, mais restent bloqués au nord par l'intransigeance du maire, en pleine campagne électorale pour les municipales de mars. Après plusieurs mois de procédure, le tribunal administratif rejette le recours, considérant les demandes du maire infondées en raison du caractère peu bruyant du tramway. Cette opposition provoque néanmoins un retard de 18 mois.
Les travaux de la ligne, réalisés sous maîtrise d'ouvrage de la SNCF, consistent en un renouvellement des trois quarts de la voie avec de longs rails soudés, la dépose du troisième rail latéral et de la signalisation ferroviaire, la reconstruction en béton du viaduc métallique d'Issy, la suppression d'un passage à niveau et le réaménagement de deux autres, ainsi que la création de trois nouvelles stations (Jacques-Henri Lartigue, Les Milons et Belvédère). Le mode tramway entraîne deux modifications : du fil trolley double est déployé, alimenté par sept postes de redressement, les supports étant posés dans l'entraxe des voies, et les quais bas sont adaptés. À Puteaux les voies sont surélevées. Les bâtiments voyageurs sont fermés mais conservés, sans affectation, à l'exception de celui de Bellevue, détruit, et des deux situés aux extrémités de la ligne qui conservent leur fonction, étant desservis par le RER C d'un côté, et par les lignes du réseau Transilien Paris Saint-Lazare (futures lignes L et U) de l'autre. Un atelier de maintenance avec voies de remisage est construit à Issy-les-Moulineaux et un poste de régulation est créé. Le gabarit ferroviaire UIC reste assuré au niveau des ouvrages d'art, ce qui permettrait, le cas échéant, de revenir à terme à une exploitation avec du matériel ferroviaire à grand gabarit.
Au nord, les travaux, commencés en retard à la suite de la procédure contentieuse, consistent pour l'essentiel en un ripage des voies ferrées de Versailles/Saint-Nom-la-Bretèche afin de dégager une plate-forme pour le tramway sur les emprises de la SNCF, et en un réaménagement de la gare de la Défense pour y implanter le terminus de la ligne, tout en ménageant son futur prolongement au nord-ouest, déjà planifié à moyen terme.

### Naissance du T2

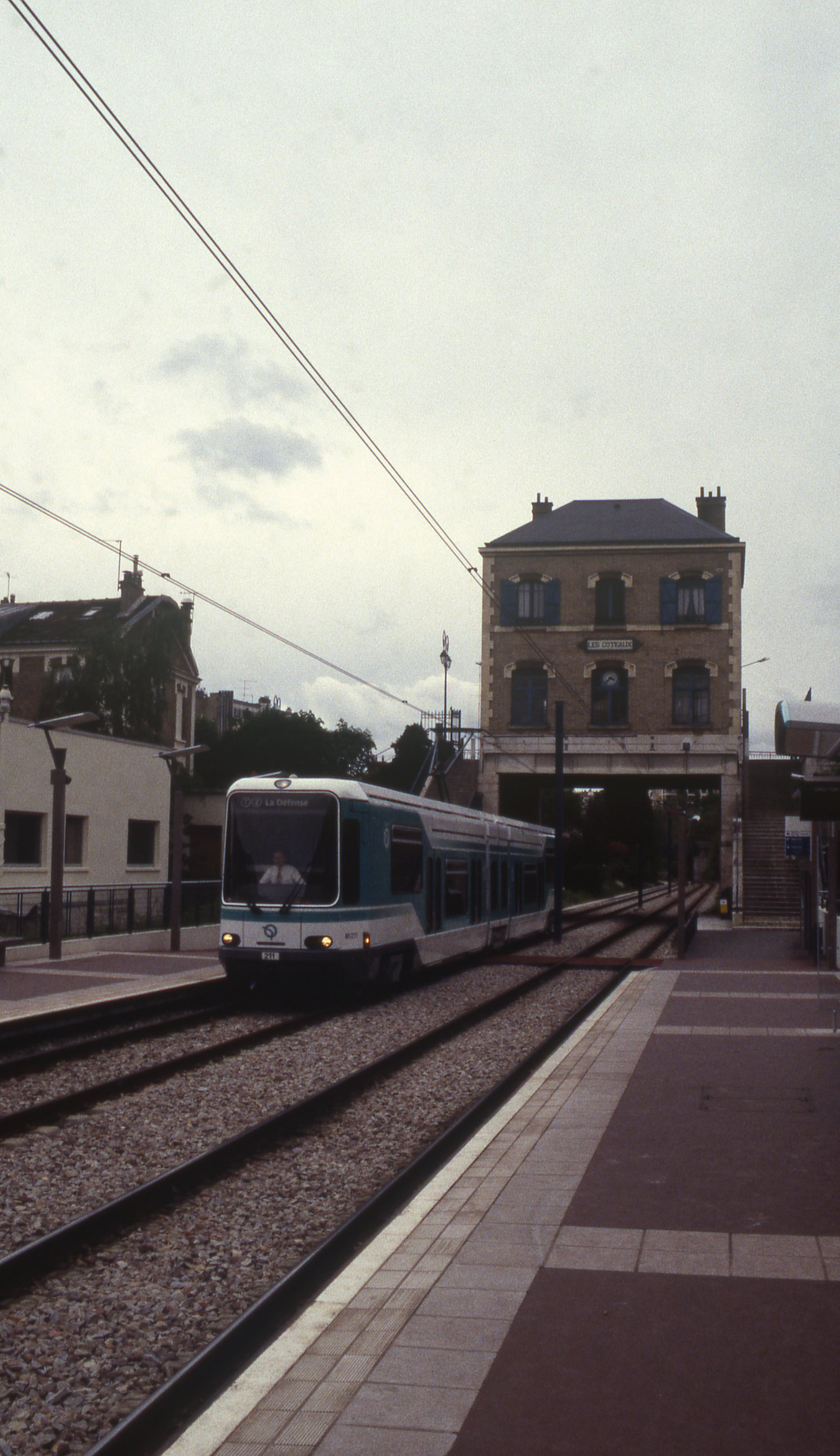
Un Tramway français standard à la station
Les Coteaux, en avril 1998.

La ligne est ouverte au service voyageurs dans son intégralité le 2 juillet 1997, le lendemain de son inauguration. Le coût du chantier se monte à 94,52 millions d’euros, auxquels il faut ajouter 41,47 millions d’euros pour les seize rames Tramway français standard (TFS), alors identiques à celles de la ligne T1. La modernisation de la ligne, l'accès direct à La Défense et la desserte selon une fréquence d'un tramway toutes les quatre à douze minutes rencontre un grand succès, avec un trajet entre Issy et La Défense effectué en 22 minutes, et les 30 000 voyageurs attendus au bout de trois ans étaient déjà transportés trois mois après la mise en service,,. La RATP exploitait, en 1997, le tramway le plus rapide de France (vitesse commerciale de 29,5 km/h), bien que depuis lors la ligne 3 du tramway de Lyon et le Rhônexpress l'aient dépassée, avec respectivement des vitesses commerciales de 38 km/h et d'environ 50 km/h.
Elle est exploitée par la RATP selon les principes appliqués depuis le retour du tramway : le département Bus gère la ligne et les conducteurs, appelées « machinistes » comme ceux des autobus, dépendent d'un centre bus, en l'occurrence celui du Point du Jour. La signalisation et les règles de fonctionnement sont celles déjà employées sur la ligne T1, bien qu'elle soit, contrairement à cette dernière, intégralement en site propre, hors de la voirie. Il subsiste cependant quatre passages à niveau, dont un non accessible au public.
Le succès de la ligne entraîne sa rapide saturation, et ce malgré une très forte fréquence (intervalle de 4 minutes). L'extension des quais et le remplacement du matériel roulant TFS, qui ne peut circuler en UM2, sont envisagés peu de temps après son ouverture. Le prolongement de la ligne T1 à Noisy-le-Sec donne l'occasion d'un échange de matériel entre les deux lignes : les seize rames TFS du T2, longues de vingt-neuf mètres, sont reversées au T1 pour assurer son prolongement en décembre 2003. Le premier TFS est transféré le 12 décembre 2002.

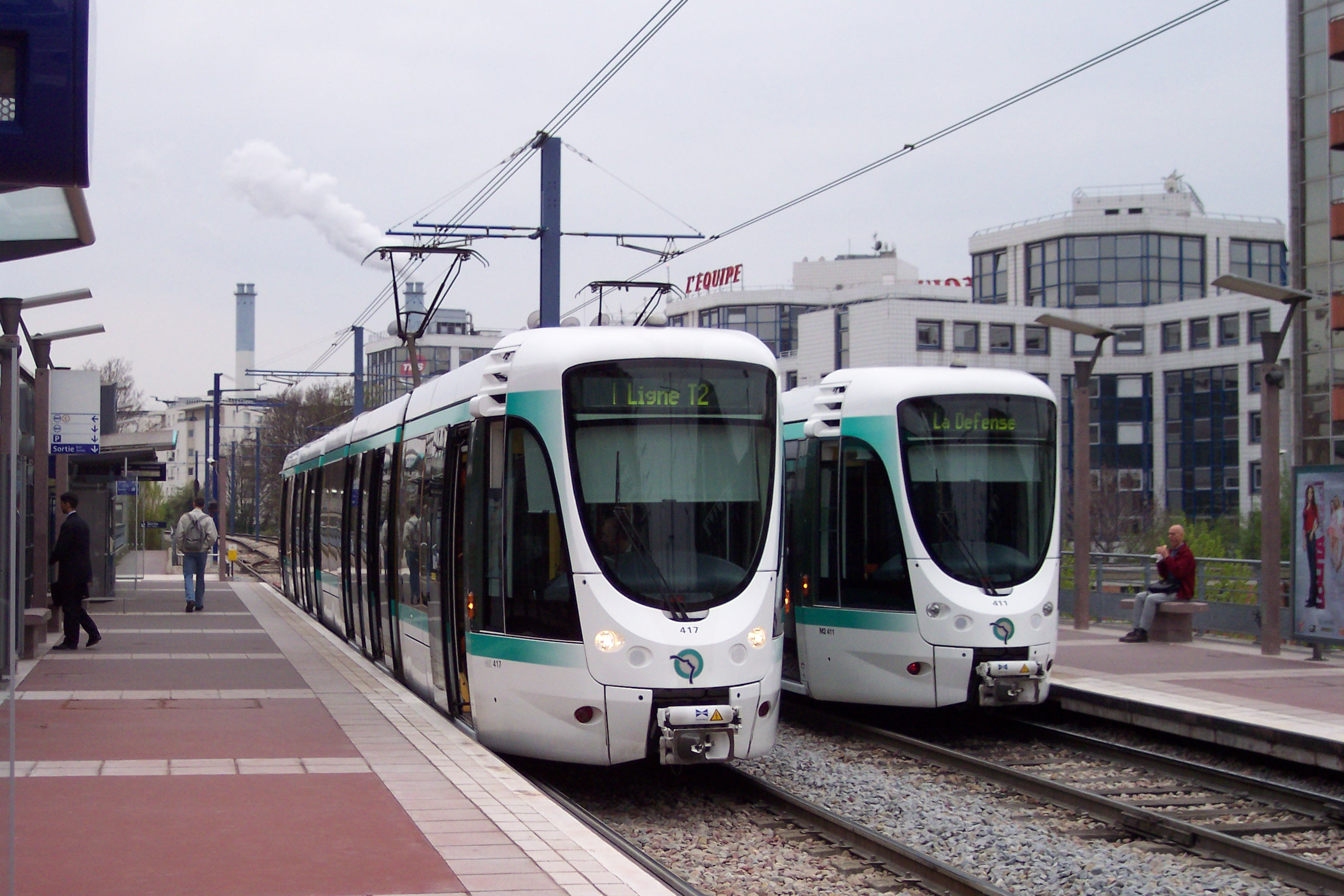
Les rames Citadis 302 nos 411 et 417 à la station Issy-Val de Seine, en avril 2005.

En parallèle, la RATP commande treize rames Citadis 302 pour la ligne T2, plus longues et pouvant circuler accouplées en heures de pointe, dont les premiers exemplaires sont mis en service le 2 décembre 2002.
Le 26 février 2003, une cérémonie officielle « d’inauguration » est organisée, en présence de la présidente de la RATP de l'époque, Anne-Marie Idrac, afin de célébrer la mise en service complète des treize premières rames Citadis. À cette date, les Tramway français standard circulent encore, notamment le week-end, afin de donner la possibilité de réaliser les ultimes réglages techniques sur les Citadis. Grâce à eux, l’intervalle théorique aux heures de pointe est passé de 4 minutes 15 à 3 minutes 45 et la capacité de transport global a augmenté de 35 %, chaque rame pouvant transporter davantage de voyageurs (213 pour le Citadis contre 174 pour le TFS). En revanche, les intervalles standard en ligne sont restés fixés à six minutes aux heures creuses, huit minutes le samedi et douze minutes le dimanche, périodes où le service rendu était déjà satisfaisant.
Fin septembre 2003, la motrice historique M 4098 du tramway de Vienne, surnommée « la Viennoise », propriété du Cercle Ouest Parisien d’Études Ferroviaires (COPEF), circula sur la ligne. L'expérience fut renouvelée à plusieurs reprises : durant le week-end des 25 et 26 octobre 2003, dans le cadre de l'événement « Revivez les années 1950 » où des rames de métro Sprague-Thomson ont roulé sur la ligne 12 du métro, ainsi que durant plusieurs dimanches après-midi de l'année suivante jusqu'au 10 octobre 2004 inclus. Pour pouvoir aller à bord de la M 4098, il était impératif de réserver sa place auprès du COPEF,.

### Adaptation de l'offre à la demande

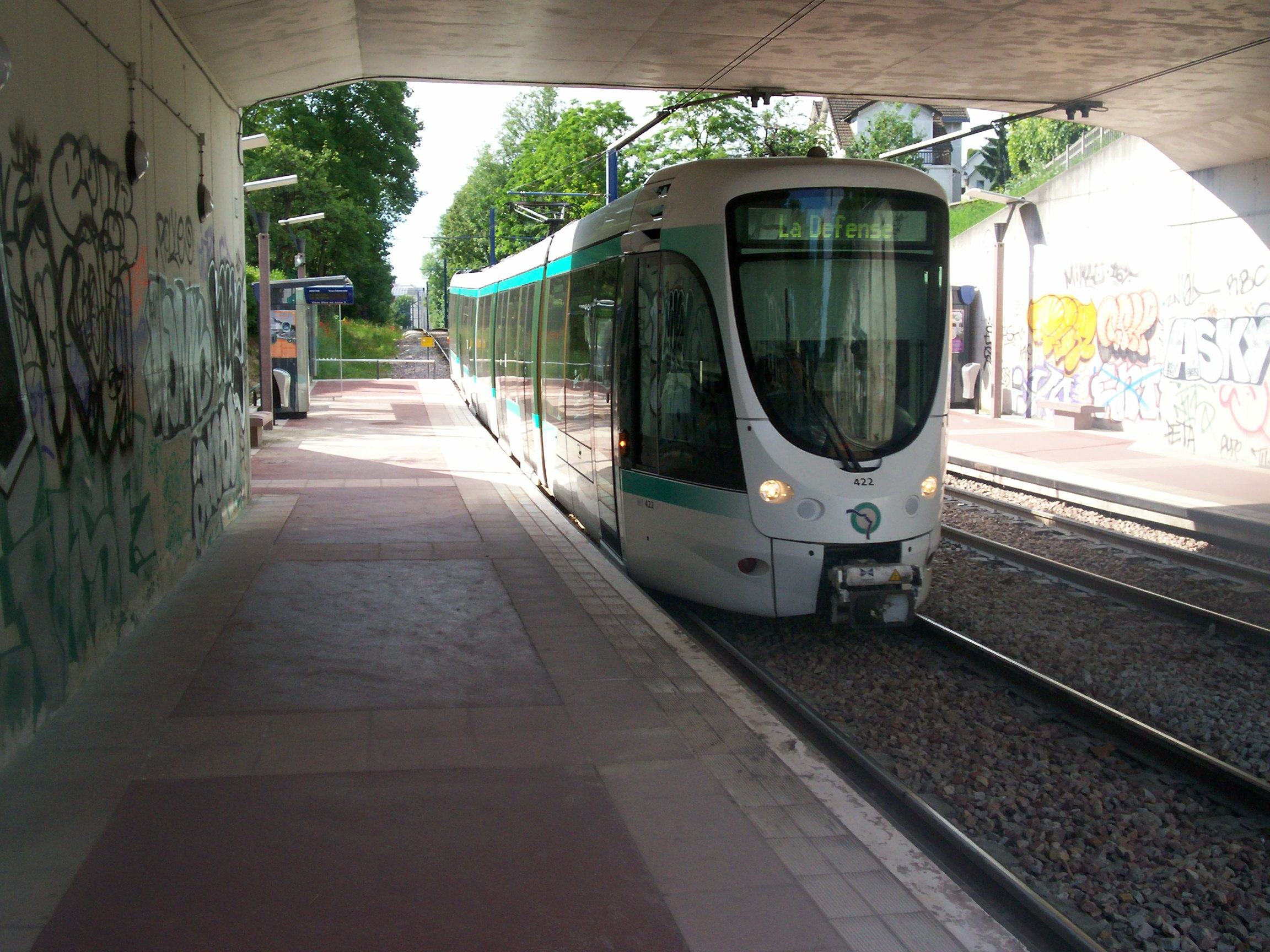
La rame Citadis 302 no 422 à la station Les Milons sur la partie du quai réalisée dans le cadre des travaux d'allongement, en juin 2006.

En janvier 2003, la RATP commande treize rames Citadis 302 supplémentaires afin de permettre la formation de treize rames doubles,.
À partir de juillet 2003, les travaux d'infrastructure, actés le 3 avril 2003 par l'ex-Syndicat des transports 'Île-de-France (STIF), débutent afin de permettre à terme la future exploitation de la ligne en rames doubles aux heures de pointe. Ils consistaient essentiellement à augmenter la longueur des quais existants de 30 à 65 mètres, sauf aux stations La Défense, Les Moulineaux et Suresnes - Longchamp, au prix d'une limitation temporaire de vitesse des trams à 10 km/h le temps des travaux au droit des chantiers. L'extension des quais de la station Les Milons a été réalisée sous le pont routier situé au sud de celle-ci. Le site de remisage des Moulineaux est remanié, pour permettre d’accueillir les treize rames supplémentaires commandées en janvier 2003.
Le plan de voies du terminus Issy-Val de Seine est totalement remodelé, la position de l'aiguille servant au retournement des rames et celle du tiroir en arrière-gare étant incompatibles avec l’allongement des quais. Pour en minimiser l’incidence sur l’exploitation, leur déplacement a été organisé en plusieurs étapes, occasionnant une limitation du service aux Moulineaux avec substitution par bus jusqu'à Issy, puis une exploitation à voie unique (arrivées et départs sur le même quai) dudit terminus, rendue possible uniquement par les fréquences plus faibles pratiquées durant l'été. Finalement, le tiroir de retournement a été repoussé, la voie parallèle qui permettait le garage d'une seule rame a été supprimée. De plus, l'aiguille de changement de voie a également été décalée et réorientée, le retournement s’effectuant désormais en prolongement de la voie 1, et non plus de la voie 2.

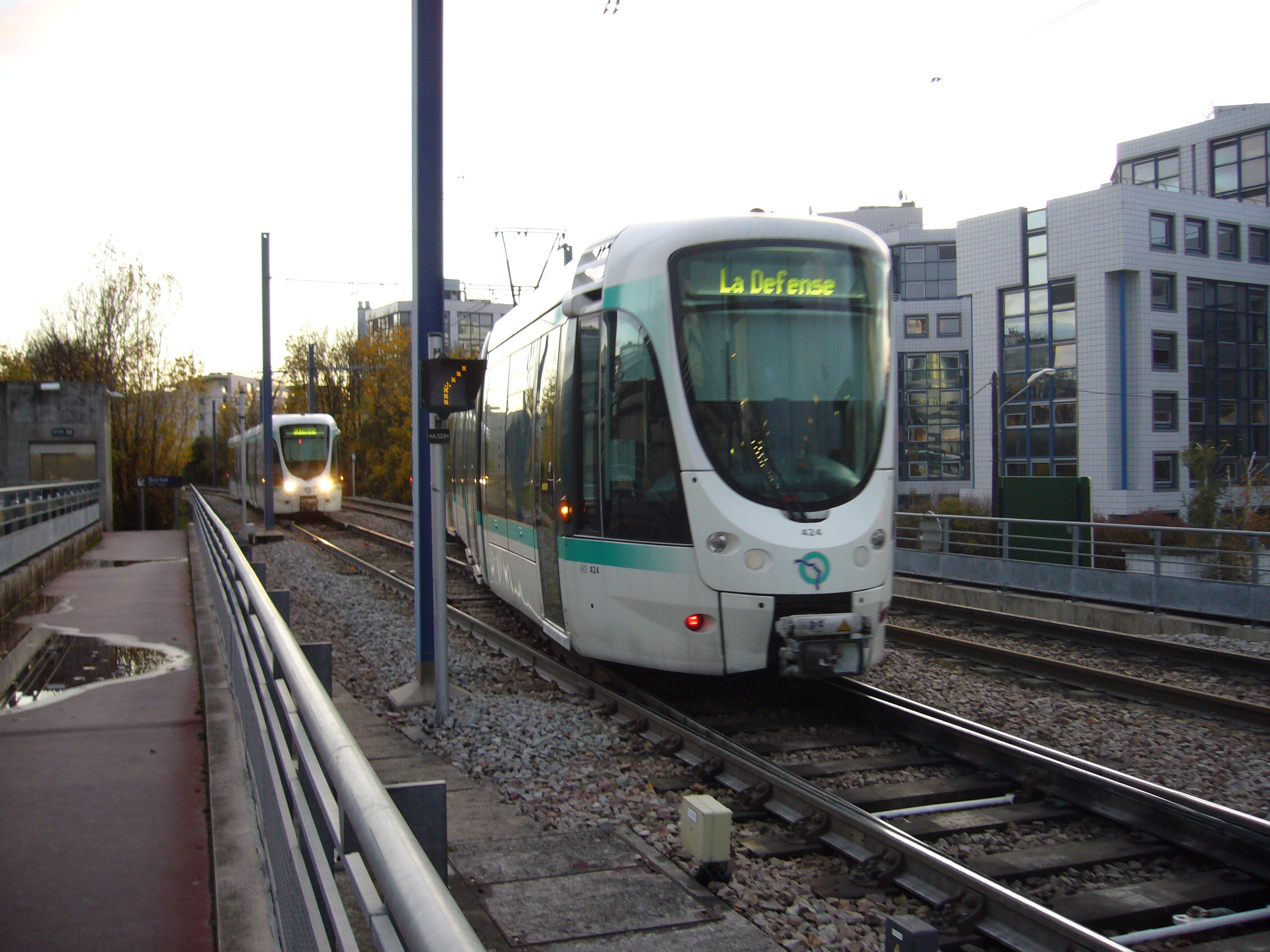
La rame Citadis 302 no 424 empruntant la liaison voie 1 / voie 2 au sud de la station Issy-Val de Seine, en novembre 2008.

Ces travaux permettent par la même occasion de préparer l'extension de la ligne vers la porte de Versailles. Ainsi, la liaison voie 1 / voie 2 installée au sud de la station, rendue inutile, est conservée pour permettre une exploitation partielle de la ligne en cas d’incident. Cette communication de service provisoire (SP) existe alors également à Puteaux, Suresnes - Longchamp, Parc de Saint-Cloud et Les Moulineaux.
Enfin, à La Défense, la voie 1, qui ne servait alors qu'aux heures de pointe, est condamnée au-delà de la zone utile à l’exploitation commerciale, pour permettre la construction d’un nouvel accès au quai tramway depuis le parvis de la Défense, qui doit désengorger les accès actuels, devenus sous-dimensionnés. L’achèvement est alors envisagé pour l’automne 2004, mais la nouvelle maire de Puteaux, Joëlle Ceccaldi-Raynaud, opéra un blocage de sa construction retardant d'un an la fin des travaux alors que le reste était prêt à temps (rames livrées et allongement des quais terminé),.
En 2005, le trafic de la ligne s'élève au double des prévisions initiales, avec 60 000 voyageurs par jour. Les rames doubles Citadis de soixante-cinq mètres sont alors mises en service en septembre de la même année, le 5 septembre 2005, augmentant la capacité de la ligne de 33 %. Depuis, le T2 connaît une progression constante de son trafic, dépassant les 65 000 voyageurs par jour, et entamait en 2007 son prolongement tant au nord qu'au sud.
Ces travaux ont été financés à hauteur de 14,48 millions d'euros par la région Île-de-France (6,36 M€), l'État (3,82 M€), la Ville de Paris (1,75 M€) et la RATP (2,55 M€ sur prêt bonifié de la région).

### Prolongement d'Issy-Val de Seine à La Porte de Versailles

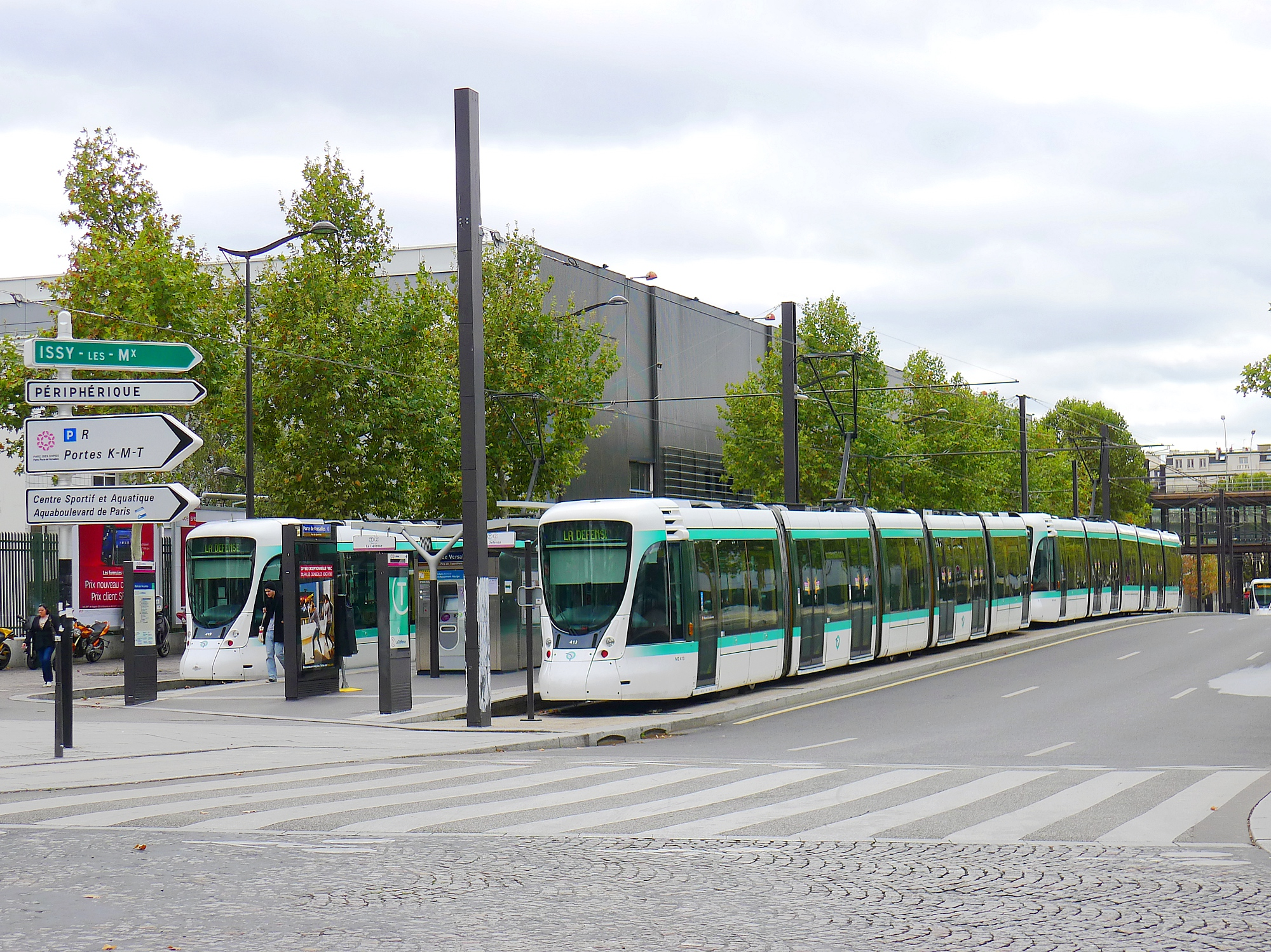
Deux rames doubles de Citadis 302 à la station Porte de Versailles, en octobre 2011.

Le 21 novembre 2009, la ligne est prolongée au sud d'Issy-Val de Seine à la porte de Versailles. Prévu au contrat de plan 2000-2006, ce prolongement long de 2,3 kilomètres permet la desserte de quatre nouvelles stations : Henri-Farman, Suzanne-Lenglen, Porte-d'Issy et Porte-de-Versailles,. Destiné à renforcer l'accessibilité au pôle de La Défense depuis Paris, à améliorer la desserte des quartiers ouest et nord d'Issy-les-Moulineaux et de Vanves ainsi que celle du sud du 15e arrondissement de Paris, il permet à la ligne T2 d'offrir de nouvelles correspondances avec la ligne 8 du métro à Balard, avec la ligne 12 du métro et avec la ligne T3a à Porte de Versailles donnant ainsi naissance à la première correspondance entre deux lignes du tramway moderne en Île-de-France. Son coût était évalué à 103 millions d'euros,.
Le tracé initial incluait une ré-utilisation de la Petite Ceinture. Selon le rapport thématique de la Cour des comptes sur les transports ferroviaires régionaux en Île-de-France publié en 2010, « plusieurs études réalisées entre 1989 et 1999 avaient préconisé de réutiliser la petite ceinture ferroviaire, et de la connecter au tramway T2 (Trans-Val-de-Seine), mis en service en 1997. Le T2 devait par ailleurs être prolongé d’Issy-Plaine à Paris-Porte de Versailles, le schéma de principe de ce prolongement approuvé en 1993 prévoyant la réutilisation de la petite ceinture »,. Le SDRIF de 1994 « prévoyait de réutiliser la petite ceinture ferroviaire pour prolonger le tramway T2 au sud de Paris »,. Cela dit, à la suite de l'opposition de certains riverains au tracé, la ville de Paris, également opposée à la réutilisation de la Petite Ceinture, « a demandé l’étude d’un autre tracé, longeant le périphérique, à la limite de Paris et d'Issy-les-Moulineaux, et l’organisation d’une seconde concertation » préalable. Ce fut ce dernier qui fut choisi.
Bien que le tracé choisi ait reçu un avis défavorable unanime de la commission d'enquête, qui souhaitait que soit étudiée une ré-utilisation du tracé initial, à l'issue d'une concertation de plusieurs mois, la RATP a contesté l'avis défavorable, et les acteurs du projet ont décidé de ne pas tenir compte de cet avis en utilisant l'article L126-1 du Code de l'environnement. Cet article permet d'engager les travaux après que l'ensemble des autorités de l'État, des organes délibérant de la collectivité territoriale ou des établissements publics responsables du projet s'est prononcé sur l'intérêt général de l'opération projetée. Le projet a ainsi été déclaré d'intérêt général par la ville de Paris les 7 et 8 mars 2005 (avis 2005 DVD 52), la RATP le 1er avril 2005, RFF le 12 mai 2005 et le STIF le 17 juin 2005 permettant ainsi de continuer le projet malgré l'avis défavorable de la commission d'enquête.

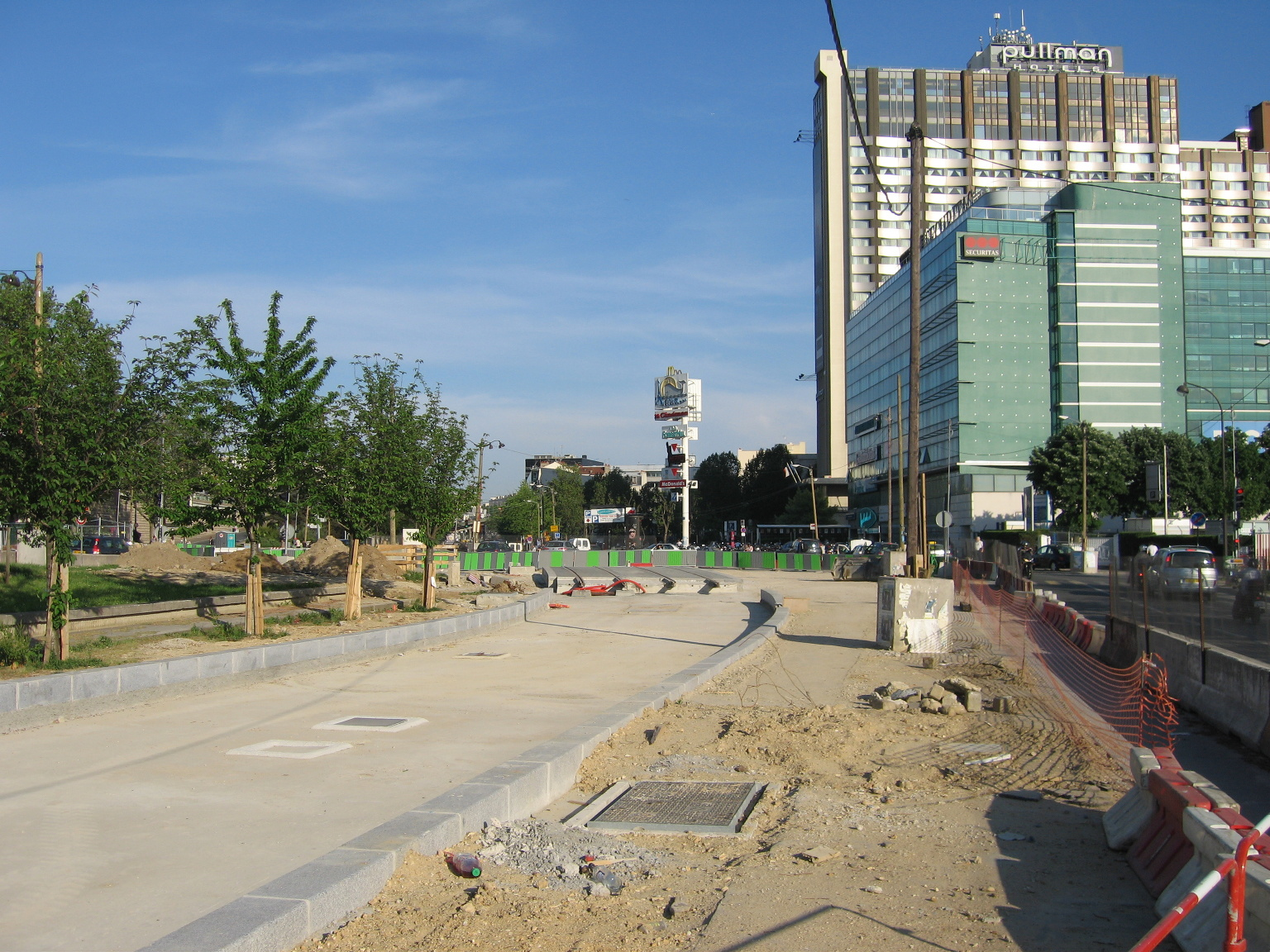
Les travaux porte de Sèvres à proximité de l'actuelle station Suzanne Lenglen, en avril 2008.

Les travaux préparatoires de déviation de réseaux ont commencé en août 2005. Les travaux ont démarré par le déplacement de la base de maintenance du RER C de mai à décembre 2006. La réalisation de la plate-forme a débuté le mois suivant avec la réalisation d’un ouvrage d’art souterrain permettant le franchissement de la ligne C du RER, et constitué d’une tranchée couverte d’une longueur de 150 mètres environ et de ses deux trémies d’accès, ainsi que la réalisation d'un pont-rail permettant le franchissement de la rue Bara au niveau du carrefour avec le boulevard Gallieni. Ces travaux ont duré un an et demi. Les travaux sur la voirie, avec l’aménagement de la rue Henry-Farman, de la rue d'Oradour-sur-Glane et de l’avenue Ernest-Renan ont débuté en janvier 2008 et ont été achevés fin août 2009. Ont suivi la formation, les essais et la marche à blanc qui se sont déroulés jusqu’au mois de novembre 2009, avant l’ouverture du prolongement au public,.
Par rapport au projet initial, une station supplémentaire, Henri-Farman, a été ajoutée au prolongement entre les stations Issy-Val-de-Seine et Suzanne-Lenglen, à la demande de la ville d'Issy-les-Moulineaux,, en raison de l'expansion du quartier d'affaires du Val de Seine avec la construction de nouveaux bureaux aux abords du boulevard périphérique, notamment la tour Sequana, siège de Bouygues Telecom.

### Prolongement de La Défense à Pont de Bezons

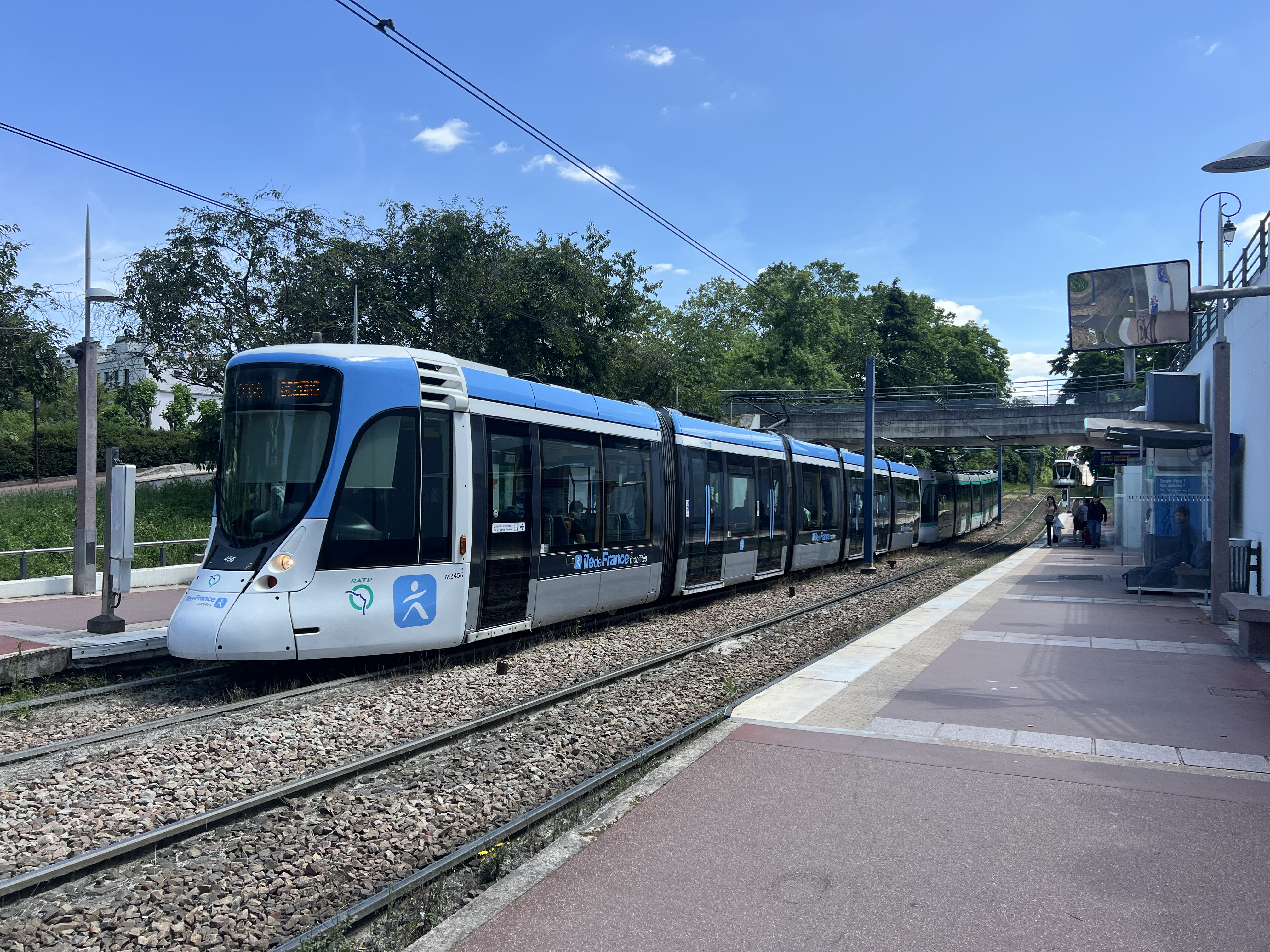
La rame n°456 en livrée Île de France mobilités, remplaçant l'ancienne aux couleurs de la RATP en anticipation de l'ouverture à la concurrence de cette ligne.

Le 19 novembre 2012, la ligne est prolongée au nord de La Défense - Grande Arche à Pont de Bezons,. Ce prolongement de 4,2 kilomètres comporte sept stations : Faubourg de l'Arche, Les Fauvelles, Charlebourg, Jacqueline Auriol, Victor Basch, Parc Pierre Lagravère et Pont de Bezons.
Le prolongement traverse ou est en limite de six communes : cinq dans les Hauts-de-Seine (Puteaux, Courbevoie, La Garenne-Colombes, Colombes et Nanterre) et une dans le Val-d'Oise (Bezons), pour desservir 32 000 habitants et 19 000 emplois (hors zone de La Défense). Il s'inscrit dans la perspective de la réalisation du « Grand Tram », future rocade de tramways autour de Paris. En parallèle avec les objectifs du Plan de déplacements urbains (PDU) Île-de-France et du Schéma Directeur d'Île-de-France, ce projet permet, entre autres, de mailler le réseau en offrant des correspondances avec le RER A, la ligne 1 du métro, et les lignes Transilien aux gares de La Défense et de La Garenne-Colombes. Le trafic annuel prévu est de 15 millions de voyageurs.
Le coût total de l'infrastructure de 223,4 M€ est financé par la région Île-de-France (118,4 M€), l'État (38,8 M€), le conseil général des Hauts-de-Seine (19,8 M€), le conseil général du Val-d'Oise (13 M€) et la RATP, sur prêt bonifié de la région (33,4 M€). Le coût du matériel roulant, estimé à 53 M€, est financé par la RATP dans le cadre du contrat STIF - RATP. La convention financière correspondante est approuvée par le conseil d'administration du STIF le 13 décembre 2006.

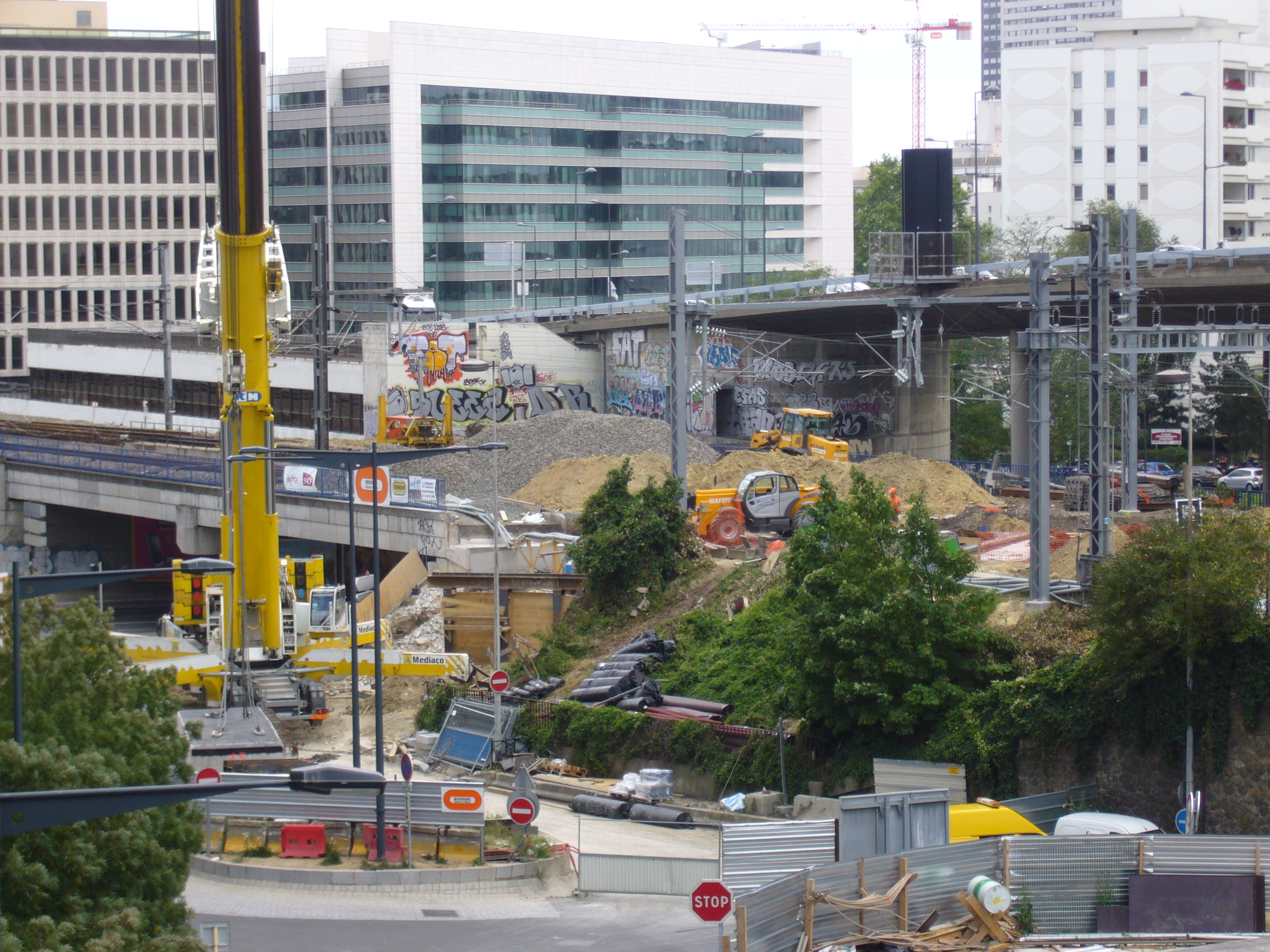
Le pont-rail permettant de franchir les voies des trains de la banlieue Saint-Lazare à la sortie de la station La Défense, en cours de construction, en août 2008.

Les études techniques initiales pour ce prolongement ont eu lieu de 1997 à 1999. La concertation préalable s'est déroulée du 25 octobre au 24 décembre 1999. Le schéma de principe a été adopté le 2 avril 2003. L'enquête publique a eu lieu du 7 mars au 8 avril 2005. À cette époque, le prolongement devait compter huit nouvelles stations,. Le projet a été déclaré d'utilité publique le 22 décembre 2005. Entre 2005 et 2007, les études détaillées du chantier ont été réalisées. Les premiers travaux de déviation des réseaux concessionnaires ont démarré en juillet 2007, comprenant notamment les travaux de déplacement des ouvrages d'assainissement sur le boulevard de la Mission-Marchand à Courbevoie et le boulevard National à La Garenne-Colombes.
En 2008, des travaux sur les voies à la sortie de la station La Défense en direction des boulevards précités ont été effectués, avec la réalisation d'un pont-rail permettant de franchir les voies des trains de la banlieue Saint-Lazare. Le trafic ferroviaire est interrompu à l'été 2008 dans ce but sur la ligne Paris-Saint-Lazare - Versailles Rive-Droite avec déviation des circulations via le raccordement dit de « La Folie ». Le 18 octobre suivant, le coup d'envoi officiel des travaux sur la plate-forme du tramway est donné dans le Val-d'Oise. En novembre 2010, le chantier est arrivé à mi-parcours : la traversée de Colombes est quasiment achevée, avec la pose de la pelouse sur la plate-forme, mais la pose des voies est encore en cours à Bezons, tandis qu'elle n'a pas encore commencé à Courbevoie.

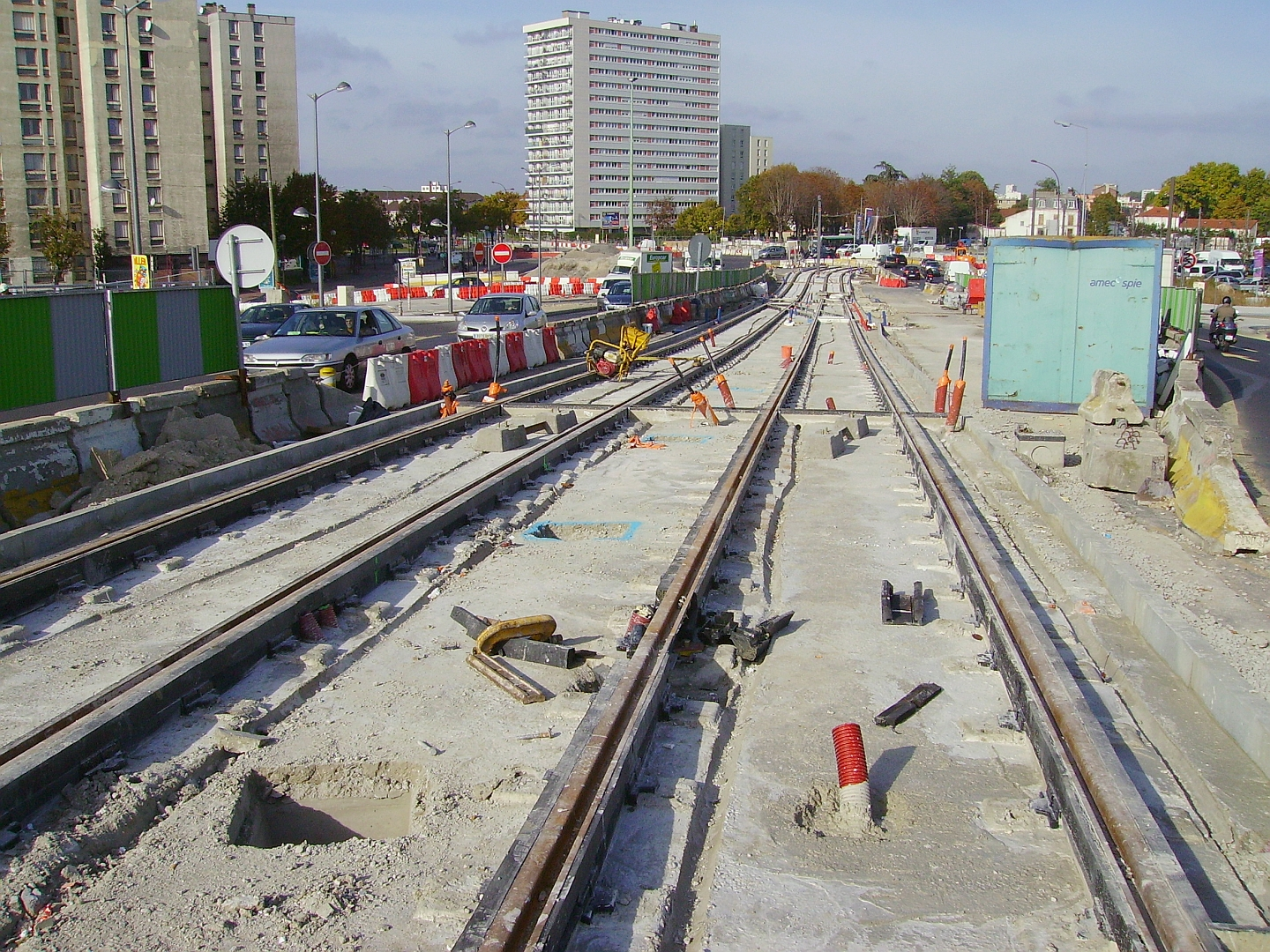
Le prolongement en cours de réalisation à proximité de la future station Pont de Bezons, en octobre 2010.

Le 30 novembre 2011, les premiers essais de nuit se sont déroulés entre l'atelier de Colombes et la future station Pont de Bezons, de 22 h à 5 h du matin. Ils se sont déroulés à de nombreuses reprises jusqu'au 16 décembre suivant. À partir du 13 mars 2012, les essais de jour ont débuté sur cette même section. Ils avaient notamment pour but de vérifier le bon fonctionnement des aiguillages, de l'alimentation électrique, de la signalisation ferroviaire et tricolore des carrefours, ainsi que du comportement du pont de Bezons. Du 13 août 2012 au 26 octobre 2012, les conducteurs se sont familiarisés avec leur futur environnement de travail. Pour ce faire, deux rames-écoles ont régulièrement circulé de 9 h 30 à 16 h 30 sur l'ensemble du prolongement durant cette période. Enfin, du 27 octobre 2012 à la veille de la mise en service du prolongement, la « marche à blanc » a eu lieu. Durant cette période, les tramways roulaient aux horaires et aux fréquences prévus à partir de la mise en service, sans pour autant transporter de voyageur.
Dans le cadre du projet, un site de maintenance et de remisage supplémentaire de 17 000 m2 a été créé à Colombes dans l'écoquartier et zone d'activité commerciale de La Marine (48° 54′ 53″ N, 2° 13′ 31″ E), pour accueillir dix-huit des soixante rames nécessaires à l'exploitation de la ligne prolongée, faute de place sur le site des Moulineaux. Le site de Colombes pourra également servir à remiser les rames de la ligne T1 lors de son prolongement jusqu'à cette commune,.
Selon les premières estimations, ce prolongement doit être emprunté par 58 000 voyageurs nouveaux, soit près de 130 000 usagers par jour sur l'ensemble de la ligne.

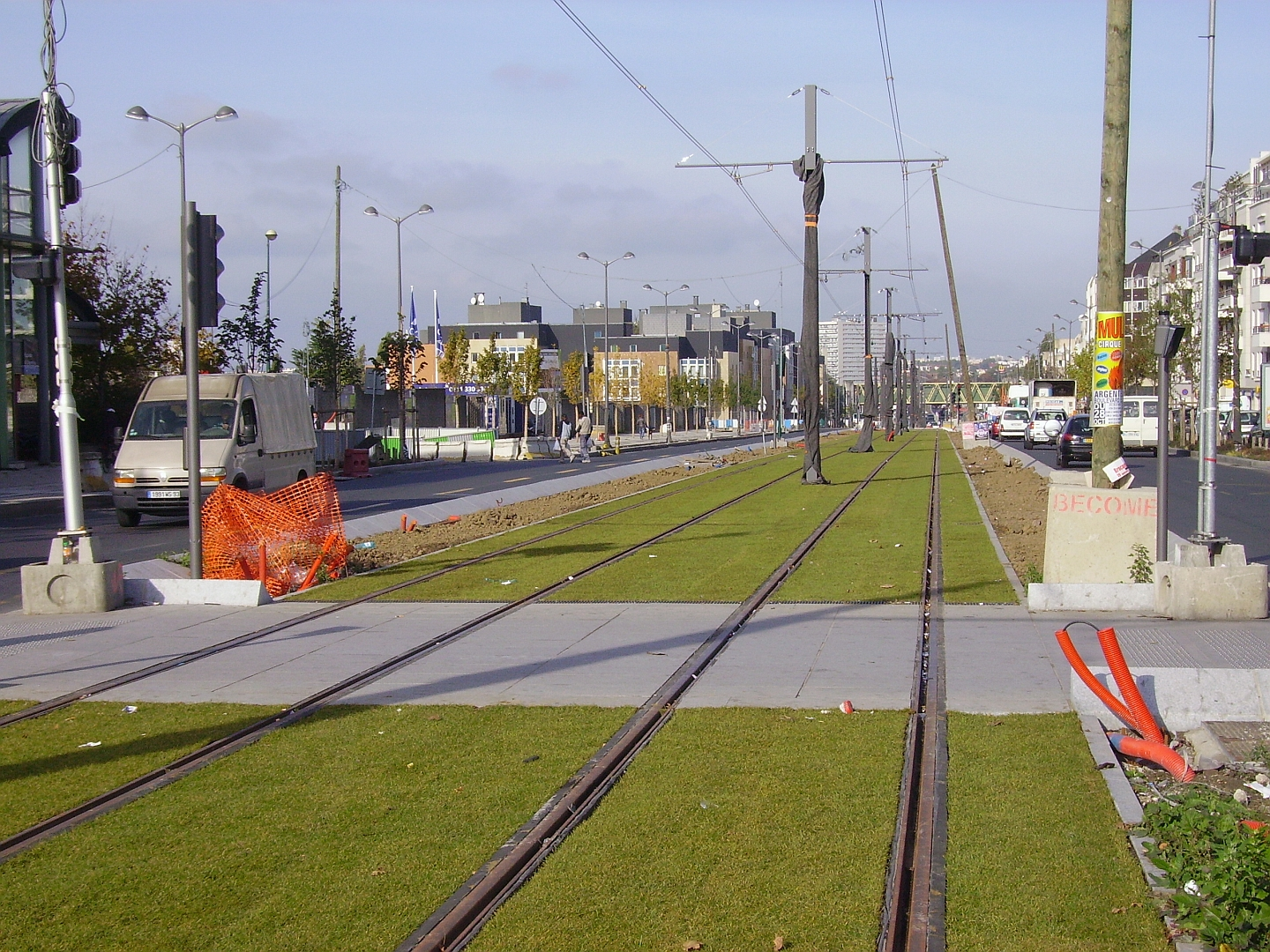
L'infrastructure du tramway T2 en cours de finition à Colombes le 28 octobre 2010.
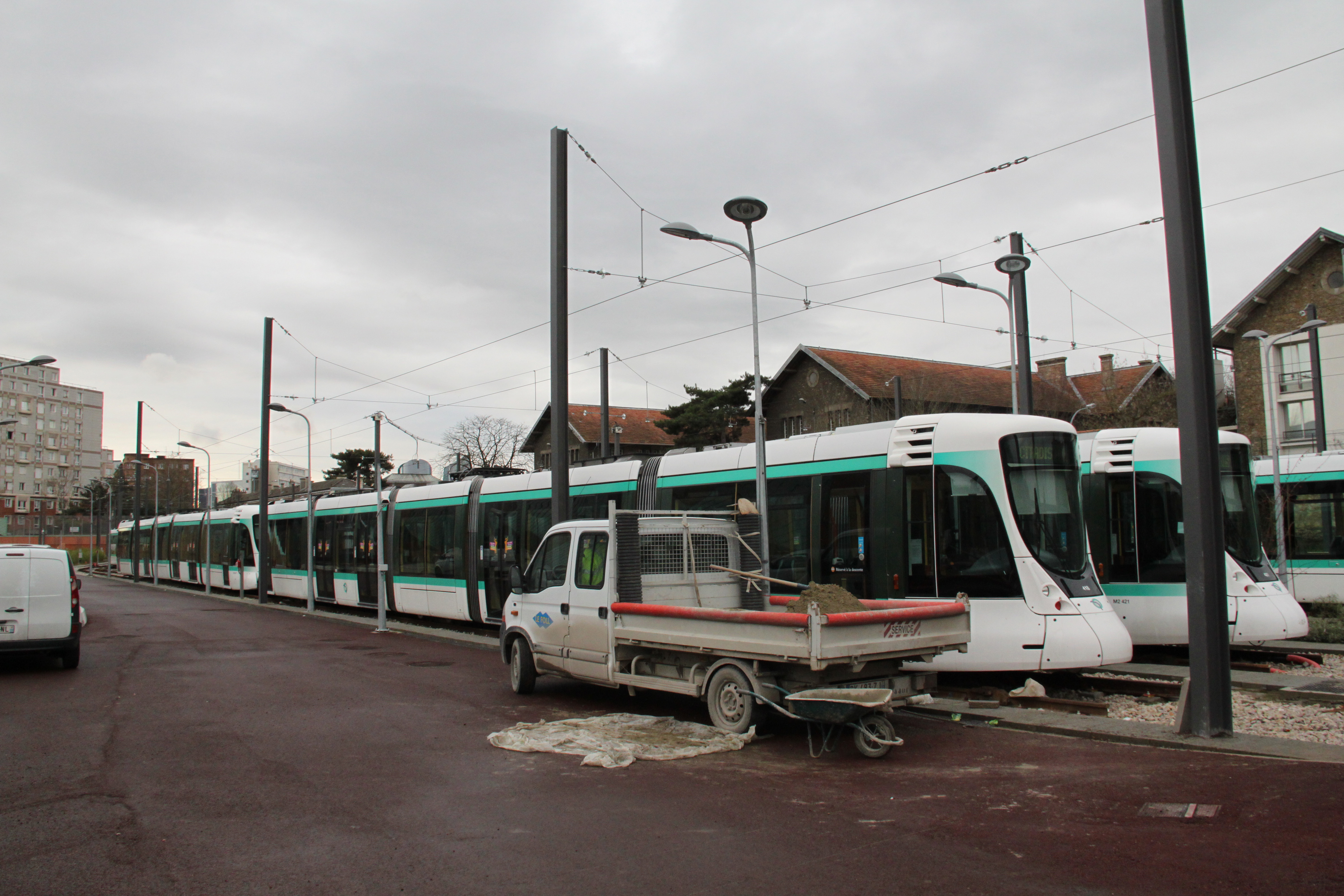
Le nouveau dépôt à Colombes.
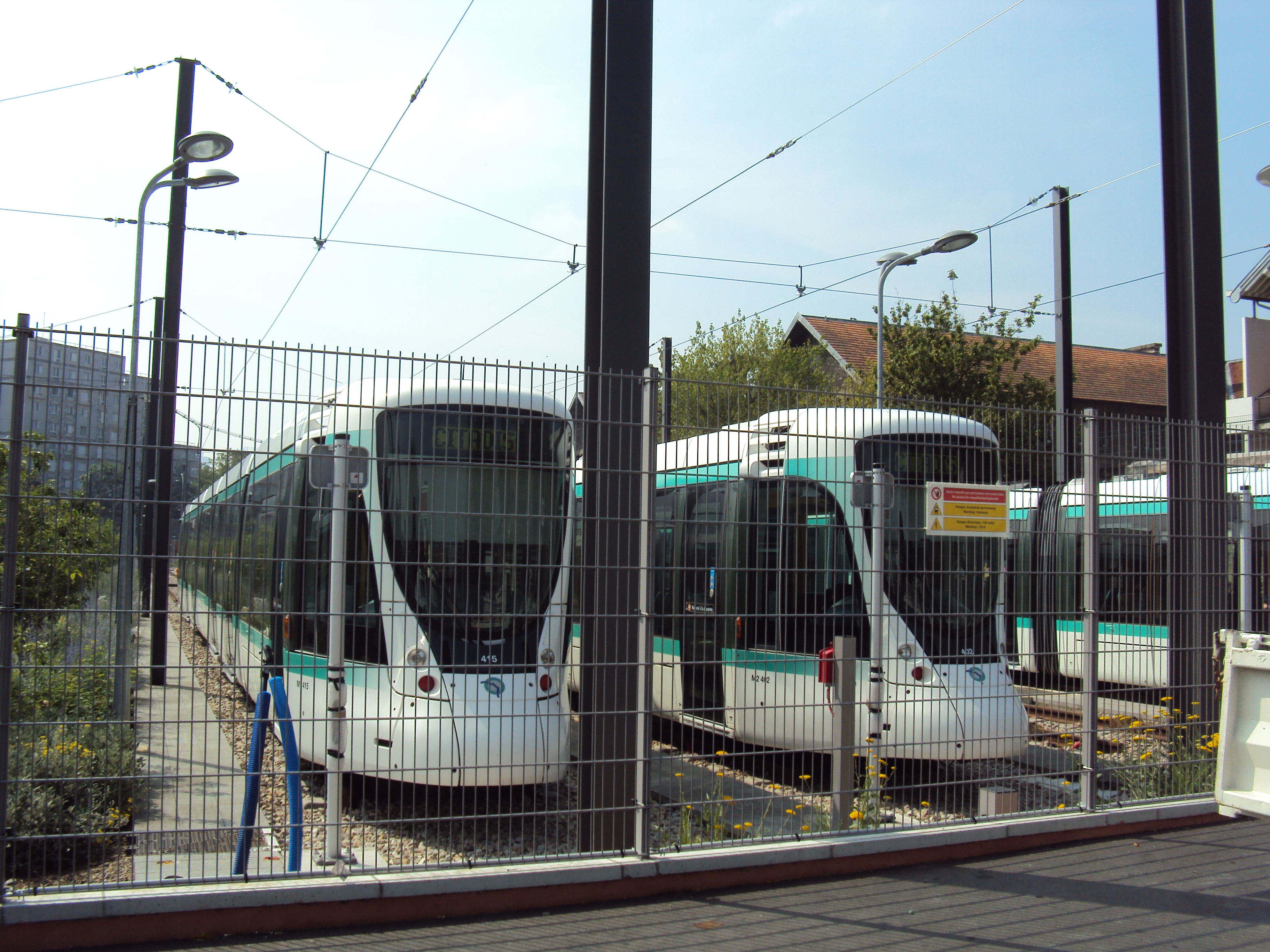
Rames livrées en attente à l'atelier de Colombes.
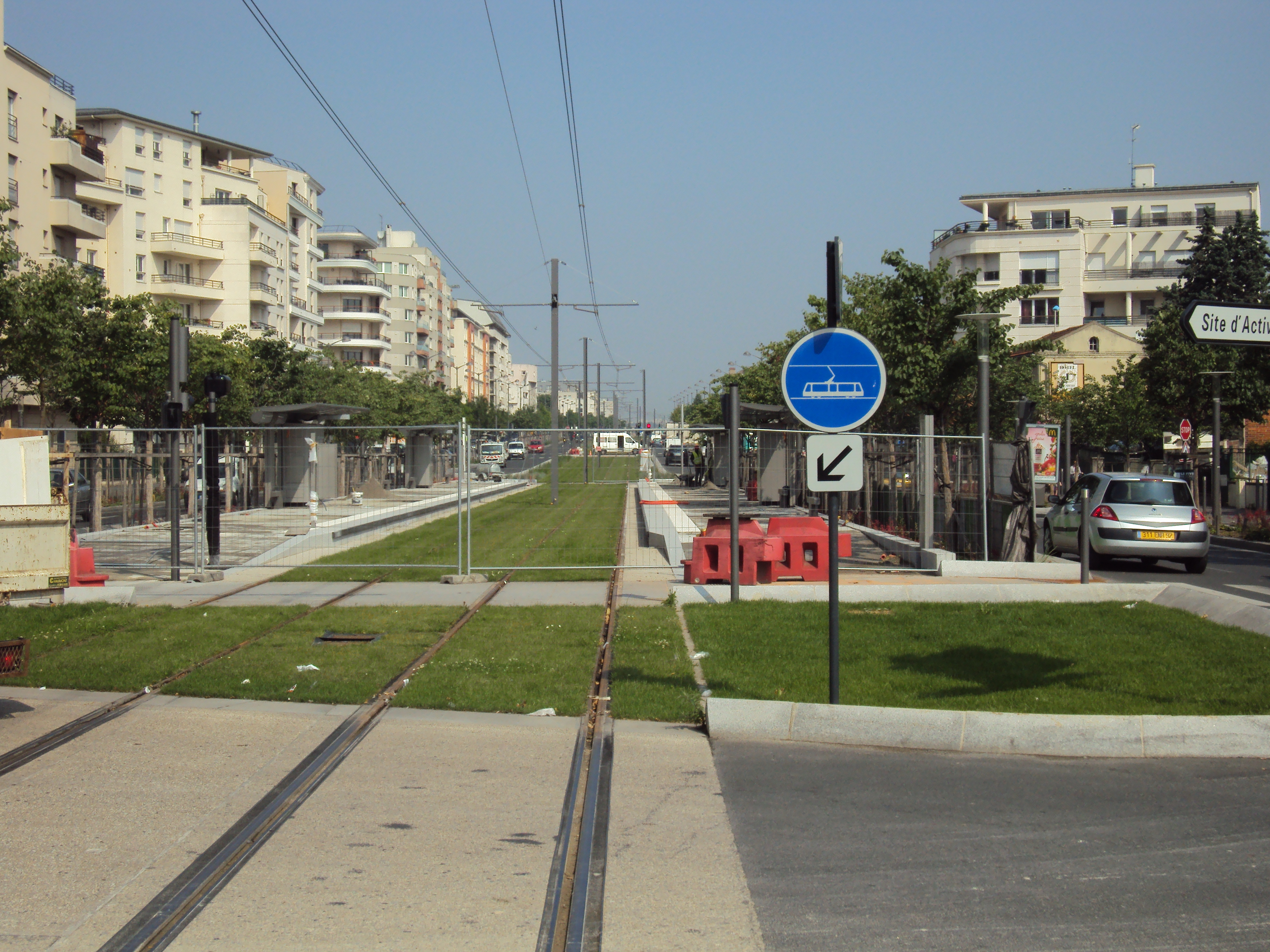
Chantier de la station Jacqueline Auriol.
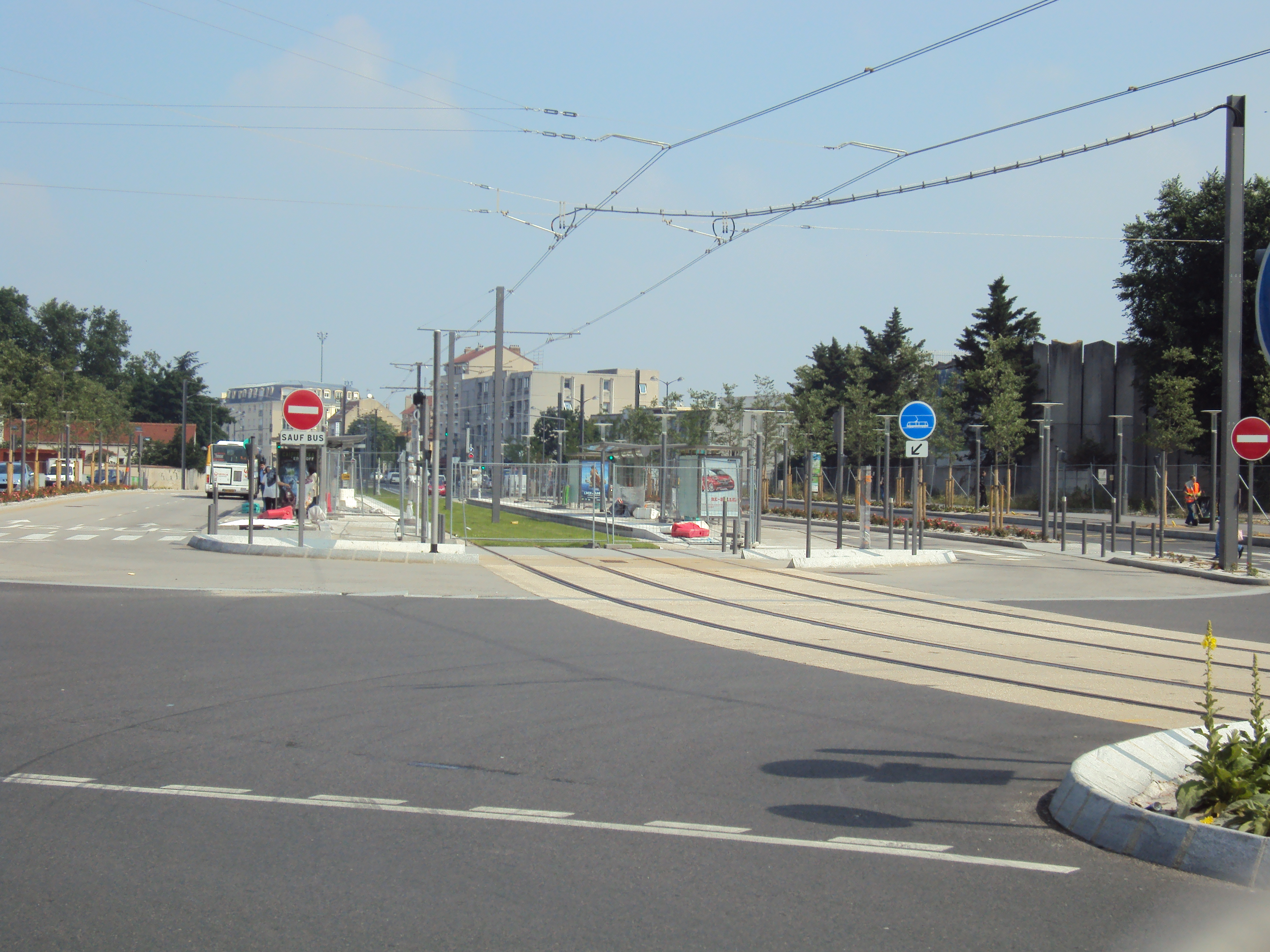
Chantier de la station du pont de Bezons.

## Tracé et stations

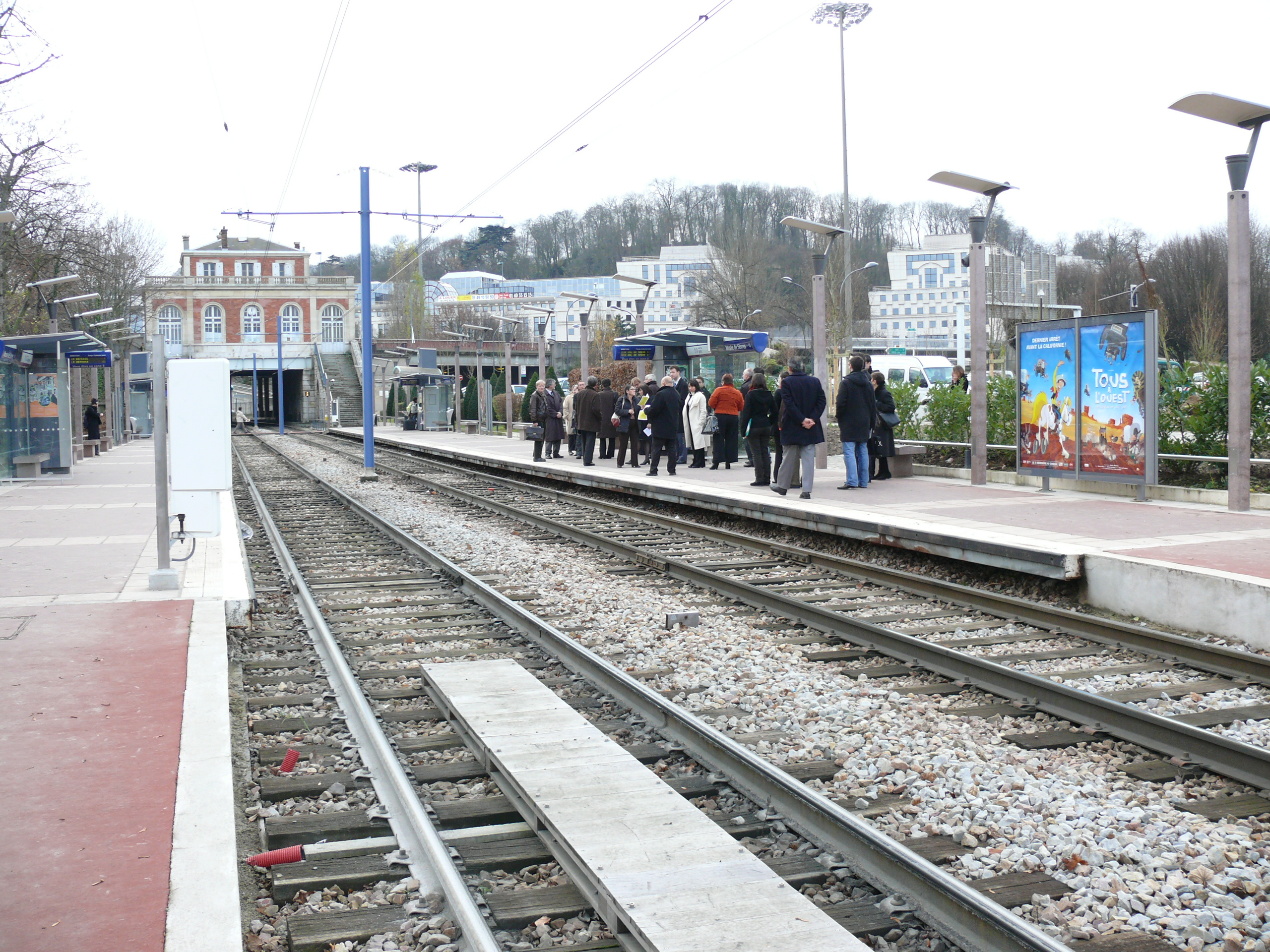
La station Musée de Sèvres sur la ligne de Puteaux à Issy-Plaine, en décembre 2007.

La ligne T2 est longue de 17,9 kilomètres. Elle est implantée en site propre sur la totalité du parcours et emprunte la ligne de Puteaux à Issy-Plaine, dite ligne des Moulineaux, ancienne ligne créée en 1889 et gérée par la Société nationale des chemins de fer français (SNCF). De ce fait, contrairement aux lignes T1 et T3a qui sont implantées en site propre, mais au milieu ou sur les bords de la chaussée, la ligne T2, également en site propre, est implantée hors de la voirie entre les stations La Défense et Suzanne Lenglen. Ces caractéristiques, proches de celles d'un train léger, permettent à la ligne d'avoir une vitesse commerciale supérieure à celle des autres lignes de tramway franciliennes.

### Tracé
La ligne débute à Bezons, encadrée par deux quais au nord-ouest de la place Lénine. Les quais sont eux-mêmes encadrés par des couloirs de bus permettant des changements de mode de quai à quai. Les voies de retournement se situent immédiatement à l'arrière du terminus Pont de Bezons, dans la rue Julius-et-Éthel-Rosenberg. Placée au centre des chaussée, la ligne se dirige vers le sud-ouest jusqu'à La Défense, partie du trajet où la ligne reprend le tracé de l'ancienne ligne de tramway 62 de la Société des transports en commun de la région parisienne en 1921, allant de Paris (porte de Neuilly) à Maisons-Laffitte. La plate-forme du tramway emprunte le pont de Bezons, qu'elle traverse en son centre, passant ainsi la Seine, et quitte le département du Val-d'Oise pour entrer dans celui des Hauts-de-Seine, en redescendant sur le boulevard du Havre, partagé entre Nanterre à l'ouest et Colombes à l'est.
La ligne passe sous le super-périphérique parisien, l'A86, quitte Nanterre et continue uniquement à Colombes. Elle dessert alors la station Parc Pierre Lagravère, après avoir croisé la rue de Sartrouville. La ligne débute ensuite son trajet en montée sur le boulevard Charles-de-Gaulle, toujours en son centre, passant près des ateliers de maintenance de La Marine, puis dessert la station Victor Basch après avoir croisé la rue Gabriel-Péri, et continue en desservant la station Jacqueline Auriol avant de croiser la rue d'Estienne-d'Orves et de poursuivre vers l'extrémité sud-est du boulevard Charles-de-Gaulle à Colombes.

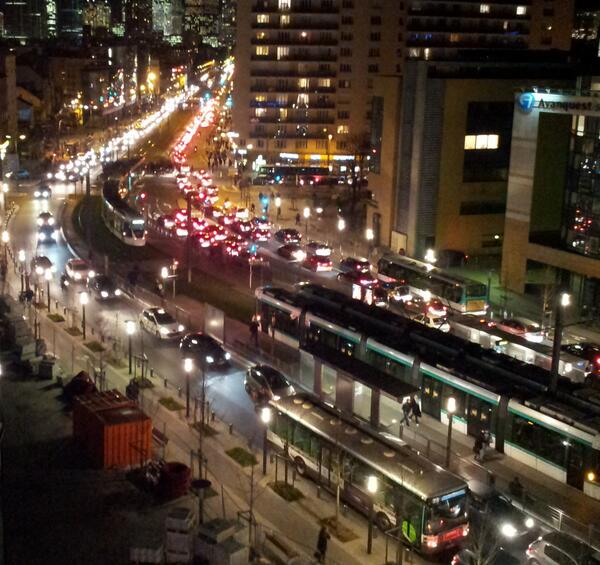
Vue de nuit de la ligne entre la place de Belgique (station Charlebourg) et La Défense.

La ligne entre dans La Garenne-Colombes avec son passage sur le pont de Charlebourg, au-dessus de la ligne historique de Paris-Saint-Lazare à Saint-Germain-en-Laye et de la ligne de Paris-Saint-Lazare au Havre, pont situé entre les gares de La Garenne-Colombes et Nanterre - Université. La plate-forme du tramway dessert la station Charlebourg, traverse la place de Belgique puis continue sur le boulevard National, toujours au centre, jusqu'à la station Les Fauvelles, avant de croiser la rue des Fauvelles. La ligne poursuit son itinéraire dans Courbevoie, où le boulevard prend le nom de boulevard de la Mission-Marchand. Au croisement de la rue Berthelot, la plate-forme quitte le centre de la chaussée pour se positionner à l'ouest de l'artère routière, juste avant de desservir la station Faubourg de l'Arche, sur l'axe désormais dénommé avenue de la Division-Leclerc. La ligne passe enfin sous les voies ferrées de la ligne de Paris-Saint-Lazare à Versailles-Rive-Droite par le biais d'un ouvrage souterrain, avant de remonter, entre ces mêmes voies ferrées et la rue Carpeaux, longeant le CNIT sur sa partie nord, et de desservir la gare de La Défense.
La ligne, est ici en souterrain, avec deux voies encadrant un quai central de 7,30 mètres de large, le long des voies ferrées de la ligne Paris Saint-Lazare - Versailles-Rive-Droite/Saint-Nom-la-Bretèche. Ce quai est celui qui était utilisé par les trains en direction de Saint-Cloud, Versailles-Rive-Droite et Saint-Nom-la-Bretèche avant la réorganisation de la gare SNCF de La Défense au milieu des années 1990. Comme ce quai était établi à une hauteur de 1,15 mètre, l'arrivée du tramway a imposé la surélévation des voies de façon à recréer artificiellement des quais bas. Une partie du quai d'une longueur de plus de 120 mètres est utilisée pour l'exploitation de la ligne, à la suite de modifications réalisées durant l'été 2008 (rehaussement d'une partie des voies du tramway au sud du point d'arrêt actuel) et à la création de deux nouveaux accès. Cette longueur permet à deux tramways allant en sens contraire de stationner à des emplacements décalés sur le quai central pour éviter la saturation des accès. Avant ces modifications, la longueur totale de quai utilisée n'était alors que de 70 mètres.
La plate-forme du tramway comme la voie ferrée qui lui est parallèle débouchent à l'air libre au sud du boulevard circulaire, après un souterrain de 410 mètres sous la dalle de La Défense. La plate-forme est en tranchée jusqu'à la gare de Puteaux, commune avec la voie ferrée SNCF.

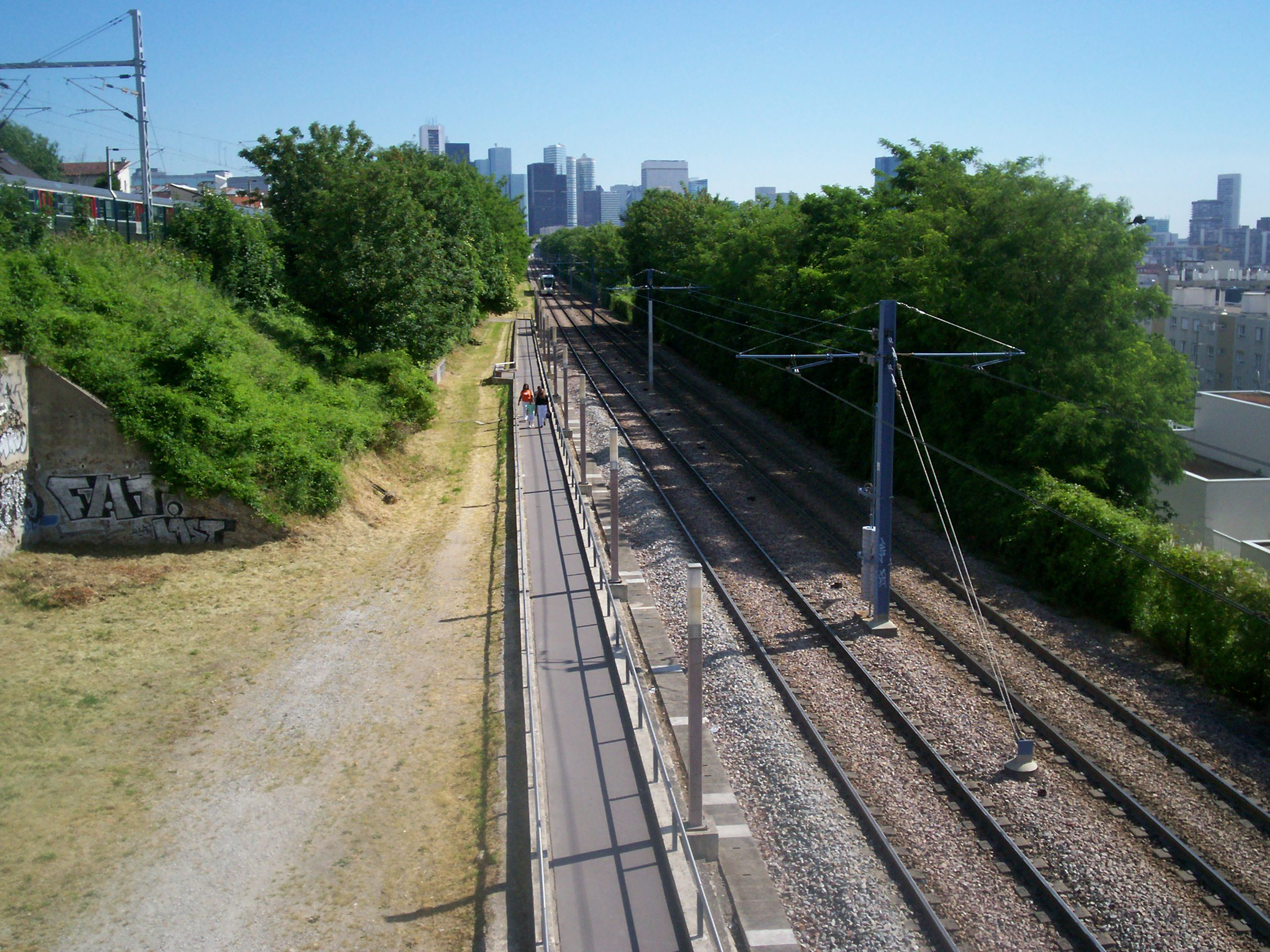
Entre les stations Puteaux et Belvédère, sur la ligne de Puteaux à Issy-Plaine, en juin 2006.

La ligne descend progressivement vers la Seine tandis que la voie ferrée Paris – Versailles reste plus haut à flanc de coteau, mais les itinéraires restent longtemps parallèles, permettant — exception faite de la station Belvédère — des correspondances à distance sur les cinq stations suivantes. Sur le territoire de Suresnes, la ligne dessert la station Belvédère. Au pied du mont Valérien, la ligne traverse un premier tunnel de 315 mètres, puis atteint la station Suresnes - Longchamp. Maintenant en remblai, le tracé domine un quartier pavillonnaire avant d'atteindre la station suivante Les Coteaux à Saint-Cloud. La ligne accentue sa descente vers le fleuve avec une pente de 5 à 10 mm/m, et atteint la station Les Milons, au centre d'un quartier d'habitat collectif. La ligne est alors traversée par deux passages à niveau successifs, puis atteint la station Parc de Saint-Cloud, au pied du viaduc de l'autoroute de Normandie.
Le tracé emprunte ensuite un tunnel de 220 mètres de long sous les ouvrages du carrefour routier du pont de Saint-Cloud et se rapproche de la Seine, au pied du parc de Saint-Cloud. En 2006, les travaux préparatoires du centre nautique de l'île Monsieur ont, entre autres, intégré un ripage des voies du T2 sur ce tronçon : la ligne qui longeait la Seine auparavant a été déplacée le long de la RD 7 et croise deux accès routiers au centre nautique. En reprenant son tracé d'origine, la ligne atteint la station musée de Sèvres, à proximité du musée national de la Céramique. Après le pont de Sèvres, la ligne quitte les rives de la Seine face à l'Île Seguin pour contourner d'anciens bâtiments des usines Renault. Après avoir emprunté le pont Troyon, elle dessert la station Brimborion, ancienne gare de Bellevue - Funiculaire, au pied de l'ancien funiculaire de Bellevue et du parc de Brimborion. La ligne dessert ensuite la station de Meudon-sur-Seine puis amorce une nouvelle descente jusqu'à Issy-les-Moulineaux, desservant la station Les Moulineaux au cœur d'un quartier d'habitat collectif et de bureaux. Le poste de commandement de la ligne (PCL) se situe à proximité de cette station.

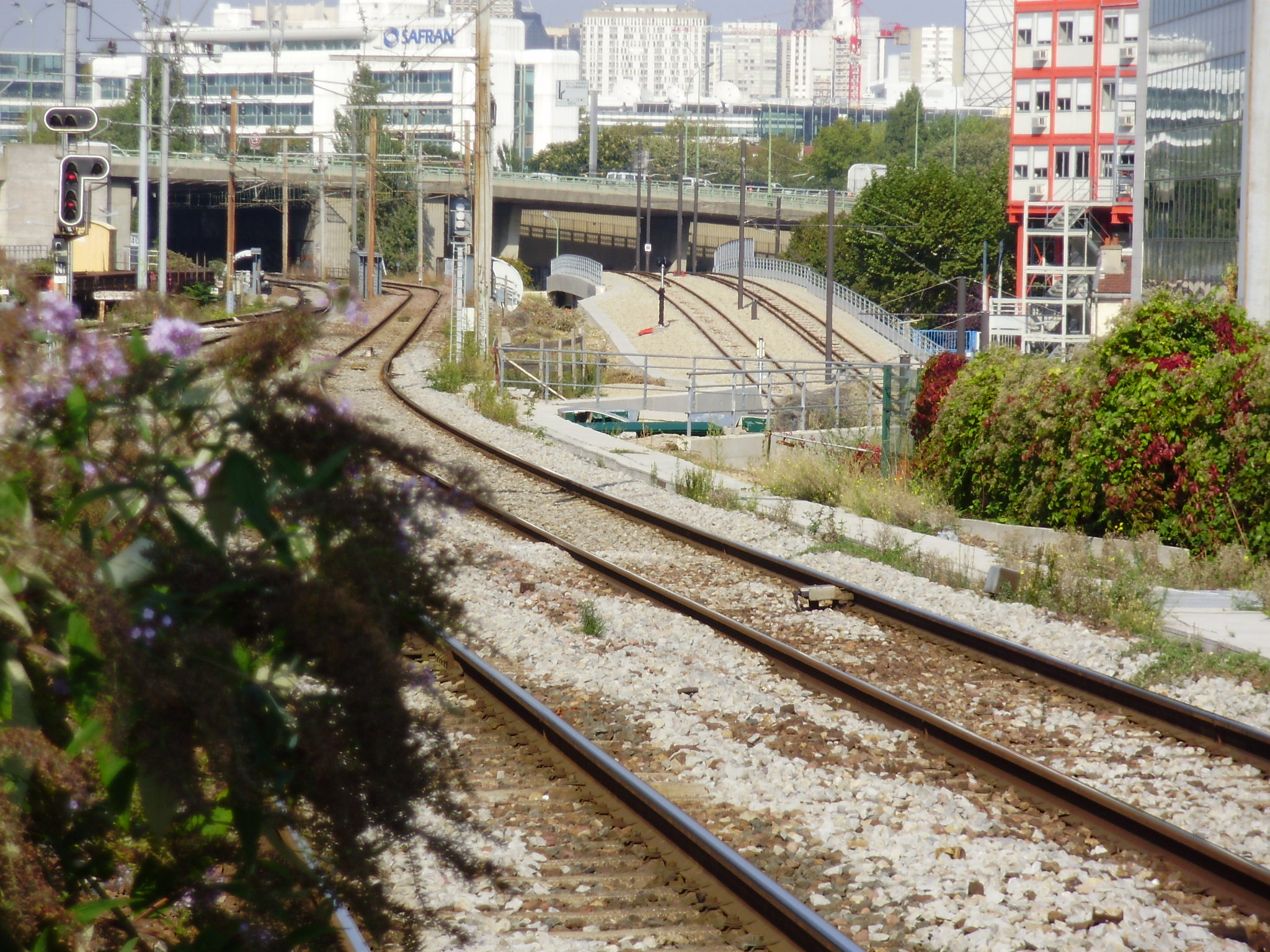
Le pont-rail permettant le franchissement de la rue Bara et du boulevard Gallieni, visible au second plan à droite, en septembre 2009. On voit au premier plan, les voies de la ligne C du RER.

La ligne longe l'atelier de maintenance et les garages, avant de desservir la station Jacques-Henri-Lartigue. La plate-forme est alors située en contrebas de la ligne C du RER et atteint la gare d'Issy-Val de Seine qui donne correspondance à cette ligne. Depuis son prolongement à la Porte de Versailles, la ligne amorce ici une forte pente avec le profil nécessaire pour passer sous la plate-forme du RER C par un ouvrage souterrain d'une longueur d'environ 150 mètres.
La ligne côtoie ensuite les infrastructures de la ligne C du RER jusqu'à la limite entre les communes d'Issy-les-Moulineaux et de Paris où elle quitte la plate-forme du RER C et le domaine ferroviaire de Réseau ferré de France, au sud du boulevard périphérique, par un pont-rail d'une longueur de 60 mètres et d'une largeur de 8,35 mètres, qui lui permet le franchissement de la rue Bara et du boulevard Gallieni.
Après le pont-rail, elle redescend au niveau du sol sur une longueur d'environ 115 mètres et se raccorde ainsi au terrain naturel. La station Henri Farman se situe quelques mètres plus loin à côté d'une bretelle d'accès au boulevard périphérique. La ligne se poursuit, au niveau de la chaussée, sur le côté nord de la rue Henri-Farman en bénéficiant d'une voie réservée et gazonnée à côté d'une bretelle de sortie du boulevard périphérique. Elle croise l'avenue de la Porte-de-Sèvres et atteint la station Suzanne Lenglen, à l'entrée du parc omnisports Suzanne-Lenglen, à hauteur de l'Aquaboulevard, en position latérale, au sud de la rue Louis-Armand.

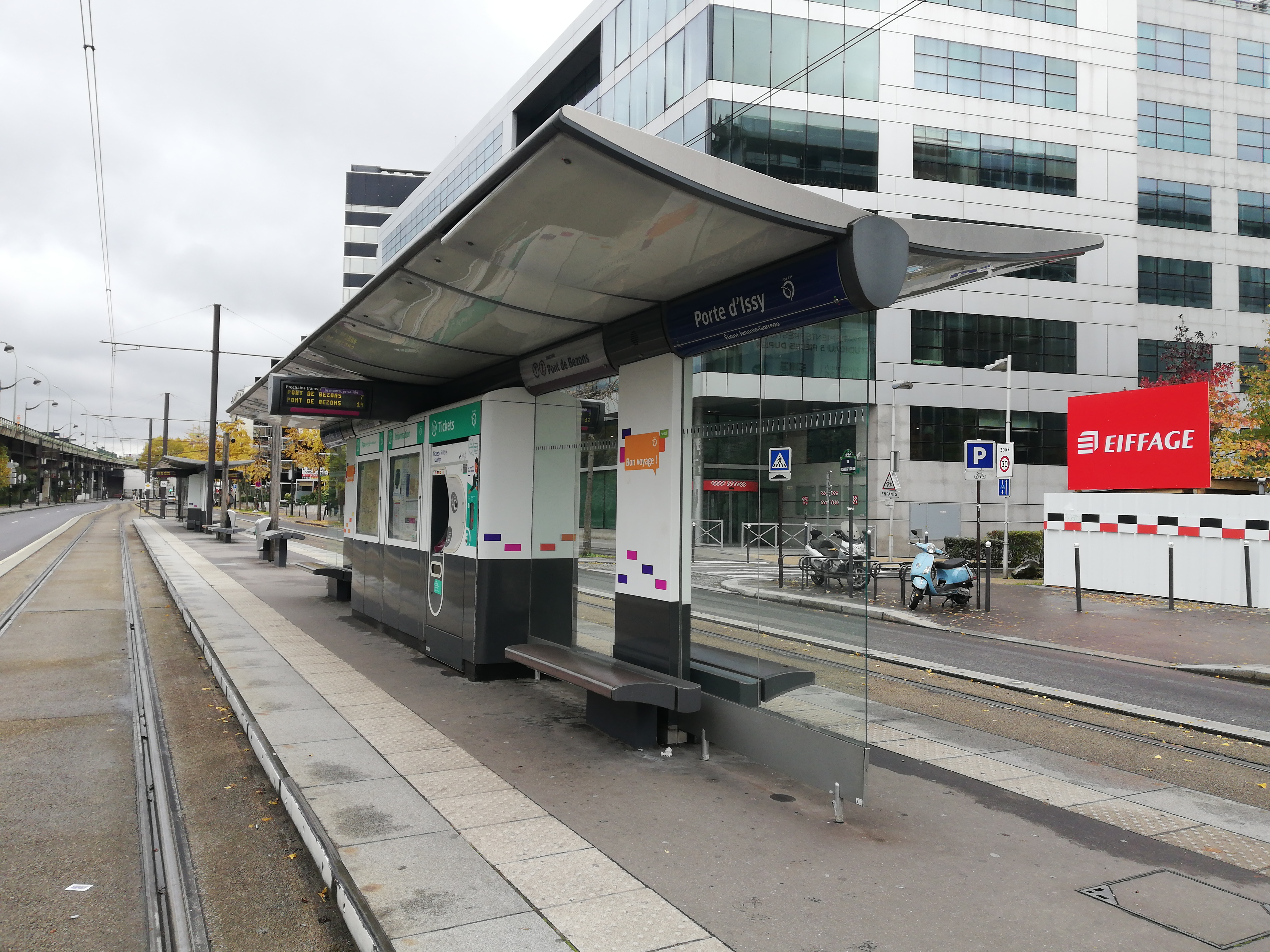
La station Porte d'Issy en novembre 2019.

La ligne parcourt cette rue sur une centaine de mètres, et parvient au croisement avec la rue Jeanne-d'Arc à Issy-les-Moulineaux et la rue de la Porte-d'Issy à Paris, où la plate-forme du tramway maintenant située rue d'Oradour-sur-Glane repasse en position centrale après le croisement avec le carrefour. Elle atteint aussitôt la station Porte d'Issy, station dont le quai, central, est assez étroit en raison de la faible largeur de la rue d'Oradour-sur-Glane.
La ligne continue dans cette rue en position centrale et, en atteignant l'avenue Ernest-Renan, oblique d'un angle d'à peu près cent degrés vers le nord-est, pour s'engager dans cette avenue et passer sous le boulevard périphérique. Elle longe le parc des expositions de Paris en position latérale, sur le côté est de l'avenue Ernest-Renan, avant d'atteindre son terminus, Porte de Versailles, dont le quai est central. Elle offre là une correspondance commode avec la ligne 12 du métro et la ligne 3a du tramway.

### Liste des stations

Tracé géographiquement exact de la ligne T2.

|  |   |  | Station                                  | Lat/Long                    | Zone | Commune             | Correspondances                                                                            |
|  | - |  | ---------------------------------------- | --------------------------- | ---- | ------------------- | ------------------------------------------------------------------------------------------ |
|  | ■ |  | Pont de Bezons                           | 48° 55′ 24″ N, 2° 13′ 03″ E | 4    | Bezons              |                                                                                            |
|  | • |  | Parc Pierre Lagravère                    | 48° 55′ 04″ N, 2° 13′ 28″ E | 3    | Colombes            |                                                                                            |
|  | • |  | Victor Basch                             | 48° 54′ 51″ N, 2° 13′ 46″ E | 3    | Colombes            |                                                                                            |
|  | • |  | Jacqueline Auriol                        | 48° 54′ 38″ N, 2° 14′ 03″ E | 3    | Colombes            |                                                                                            |
|  | • |  | Charlebourg                              | 48° 54′ 29″ N, 2° 14′ 16″ E | 3    | La Garenne-Colombes | (La Garenne-Colombes, à distance)                                                          |
|  | • |  | Les Fauvelles                            | 48° 54′ 09″ N, 2° 14′ 22″ E | 3    | La Garenne-Colombes |                                                                                            |
|  | • |  | Faubourg de l'Arche                      | 48° 53′ 48″ N, 2° 14′ 24″ E | 3    | Courbevoie          |                                                                                            |
|  | • |  | La Défense Grande Arche                  | 48° 53′ 34″ N, 2° 14′ 14″ E | 3    | Puteaux             | (M) · (1) · (RER) · (A) · (E) · Transilien · Ligne L du Transilien · Ligne U du Transilien |
|  | • |  | Puteaux                                  | 48° 53′ 00″ N, 2° 14′ 02″ E | 3    | Puteaux             | Transilien · Ligne L du Transilien · Ligne U du Transilien                                 |
|  | • |  | Belvédère                                | 48° 52′ 33″ N, 2° 13′ 33″ E | 3    | Suresnes            |                                                                                            |
|  | • |  | Suresnes - Longchamp                     | 48° 52′ 05″ N, 2° 13′ 17″ E | 3    | Suresnes            | (Suresnes-Mont-Valérien, à distance)                                                       |
|  | • |  | Les Coteaux                              | 48° 51′ 25″ N, 2° 13′ 14″ E | 3    | Saint-Cloud         | (Val d'Or, à distance)                                                                     |
|  | • |  | Les Milons                               | 48° 50′ 59″ N, 2° 13′ 16″ E | 3    | Saint-Cloud         |                                                                                            |
|  | • |  | Parc de Saint-Cloud                      | 48° 50′ 35″ N, 2° 13′ 19″ E | 3    | Saint-Cloud         | (Boulogne - Pont de Saint-Cloud, à distance) (Saint-Cloud, à distance)                     |
|  | • |  | Musée de Sèvres                          | 48° 49′ 42″ N, 2° 13′ 32″ E | 3    | Sèvres              | (Pont de Sèvres, à distance)                                                               |
|  | • |  | Brimborion                               | 48° 49′ 20″ N, 2° 13′ 53″ E | 3    | Meudon, Sèvres      |                                                                                            |
|  | • |  | Meudon-sur-Seine                         | 48° 49′ 09″ N, 2° 14′ 22″ E | 3    | Meudon              |                                                                                            |
|  | • |  | Les Moulineaux                           | 48° 49′ 17″ N, 2° 15′ 05″ E | 2    | Issy-les-Moulineaux |                                                                                            |
|  | • |  | Jacques-Henri Lartigue                   | 48° 49′ 29″ N, 2° 15′ 38″ E | 2    | Issy-les-Moulineaux |                                                                                            |
|  | • |  | Issy-Val de Seine                        | 48° 49′ 47″ N, 2° 15′ 47″ E | 2    | Issy-les-Moulineaux | (RER) · (C)                                                                                |
|  | • |  | Henri Farman Porte de Seine              | 48° 50′ 05″ N, 2° 16′ 14″ E | 1    | Paris 15e           |                                                                                            |
|  | • |  | Suzanne Lenglen                          | 48° 49′ 59″ N, 2° 16′ 38″ E | 1    | Paris 15e           | (Balard, à distance) (Balard, à distance)                                                  |
|  | • |  | Porte d'Issy Éliane Jeannin-Garreau      | 48° 49′ 55″ N, 2° 16′ 52″ E | 1    | Paris 15e           | (Desnouettes, à distance)                                                                  |
|  | ■ |  | Porte de Versailles Parc des Expositions | 48° 49′ 55″ N, 2° 17′ 15″ E | 1    | Paris 15e           | (M) · (12) · (T) · (3a)                                                                    |

Les stations en gras servent de départ ou de terminus à certaines missions.

### Intermodalité
Le T2 est en correspondance directe ou à distance avec les lignes 1, 8, 9, 10 et 12 du métro, respectivement aux stations La Défense, Suzanne Lenglen (vers Balard), Musée de Sèvres, Parc de Saint-Cloud et le terminus de Porte de Versailles. Le T3a est accessible aux stations Suzanne Lenglen et Porte d'Issy, moyennant une traversée de la voie publique respectivement vers Balard et Desnouettes, et enfin le terminus Porte de Versailles. Le RER croise le T2 aux stations La Défense (lignes A et E) et Issy-Val de Seine (ligne C). Il existe également des liaisons avec les lignes Transilien (L et U) à la station Charlebourg, reliée à distance à la gare de La Garenne-Colombes, située sur la branche de Nanterre-Université / Cergy-le-Haut, ainsi qu'aux stations La Défense (gare de la Défense), Puteaux (gare de Puteaux), Suresnes-Longchamp (à distance, gare de Suresnes-Mont-Valérien), Les Coteaux (à distance, gare du Val d'Or) et enfin Les Milons et Parc de Saint-Cloud, toutes deux non loin de la gare de Saint-Cloud, toutes ces gares se situant sur les branches de Versailles-Rive-Droite / Saint-Nom-la-Bretèche.

### Aménagement des stations
L'aménagement des stations et leur mobilier ont été conçus par l'agence Plan Créatif. Les quais des stations, allongés en 2003, mesurent 65 mètres, permettant d'accueillir les rames doubles Citadis 302. Un quai au moins par station (à l'exception de La Défense) est équipé d'un automate délivrant l'ensemble des titres de transport en vente en Île-de-France. La ligne est équipée du système d'information en ligne, couramment désigné par le sigle SIEL, système permettant l'affichage du temps d'attente des deux prochaines rames. Conformément à la réglementation, les stations et les rames sont accessibles aux personnes à mobilité réduite. À l'instar de la quasi-totalité des gares SNCF, des totems informatifs sont présents dans les stations de l'ex-ligne de La Défense à Issy - Val de Seine.

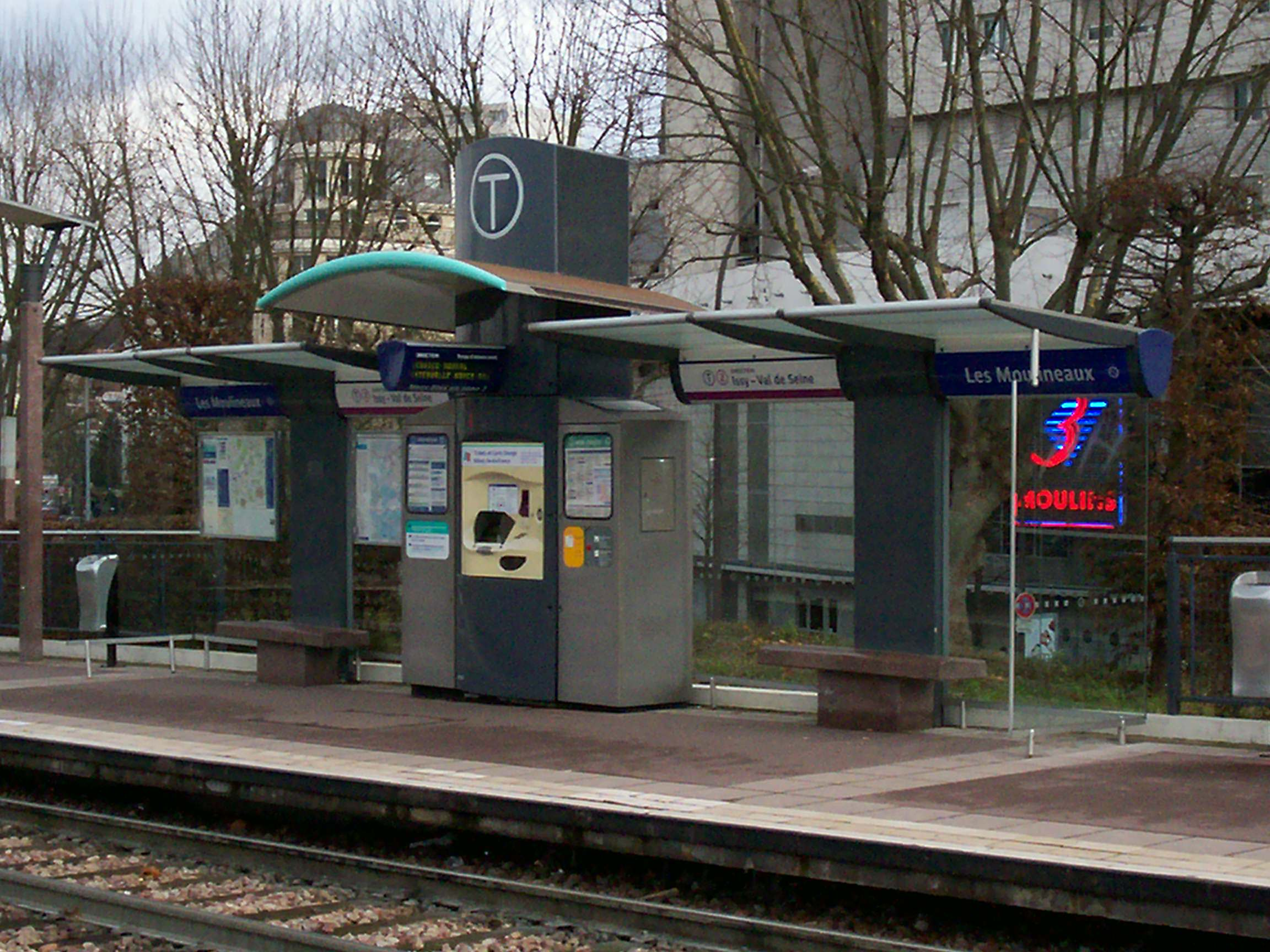
Mobilier de station typique des stations ouvertes avant 2009. Ici, le mobilier de la station Les Moulineaux, en janvier 2006.
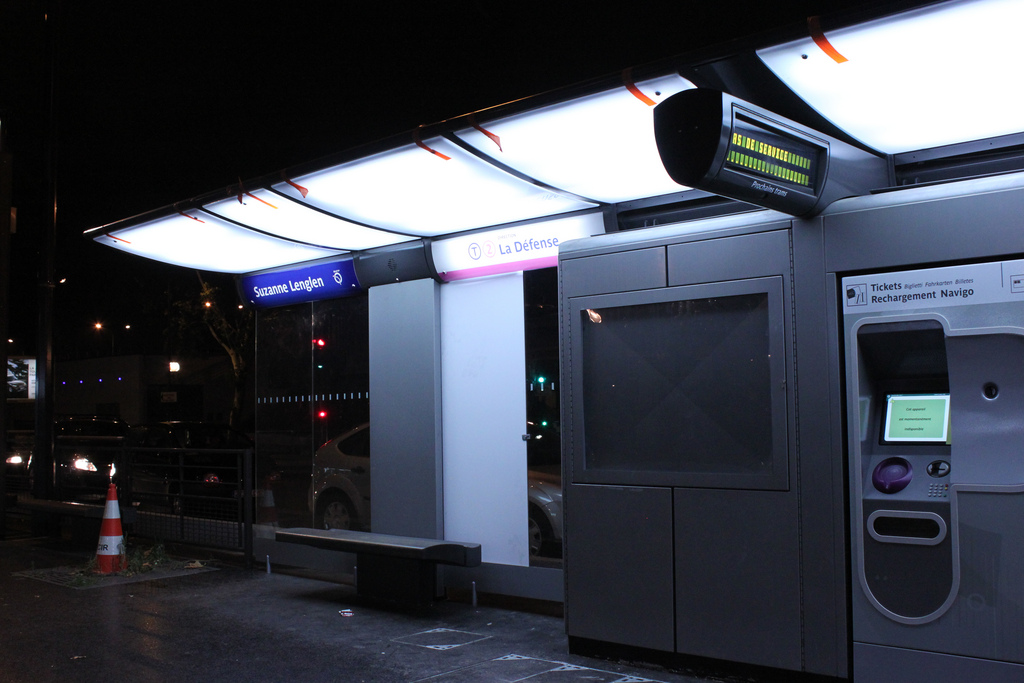
Mobilier de station typique des stations issues des prolongements à Paris et Bezons.
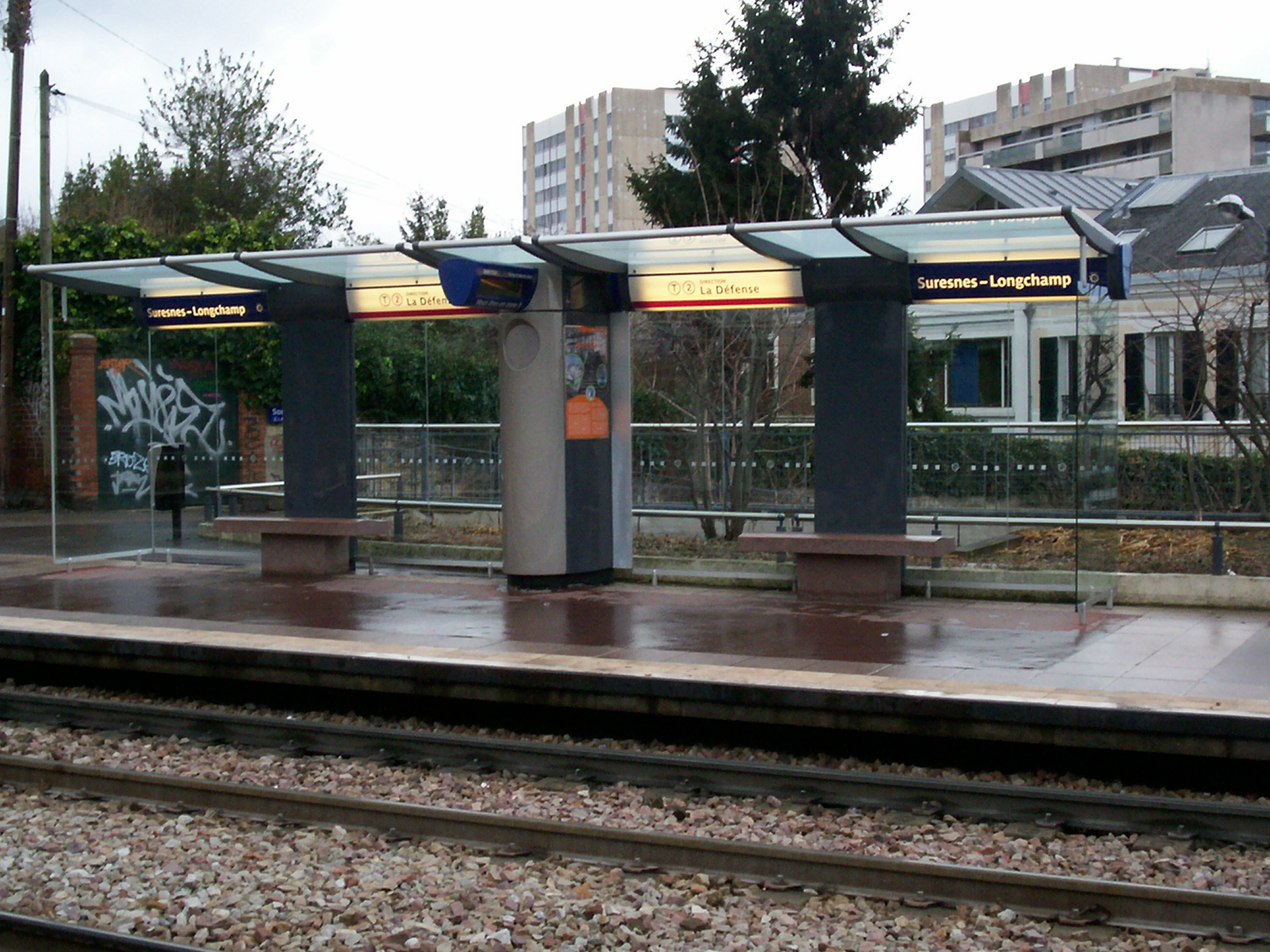
Mobilier de station installé sur la partie des quais issue des travaux d'allongement.
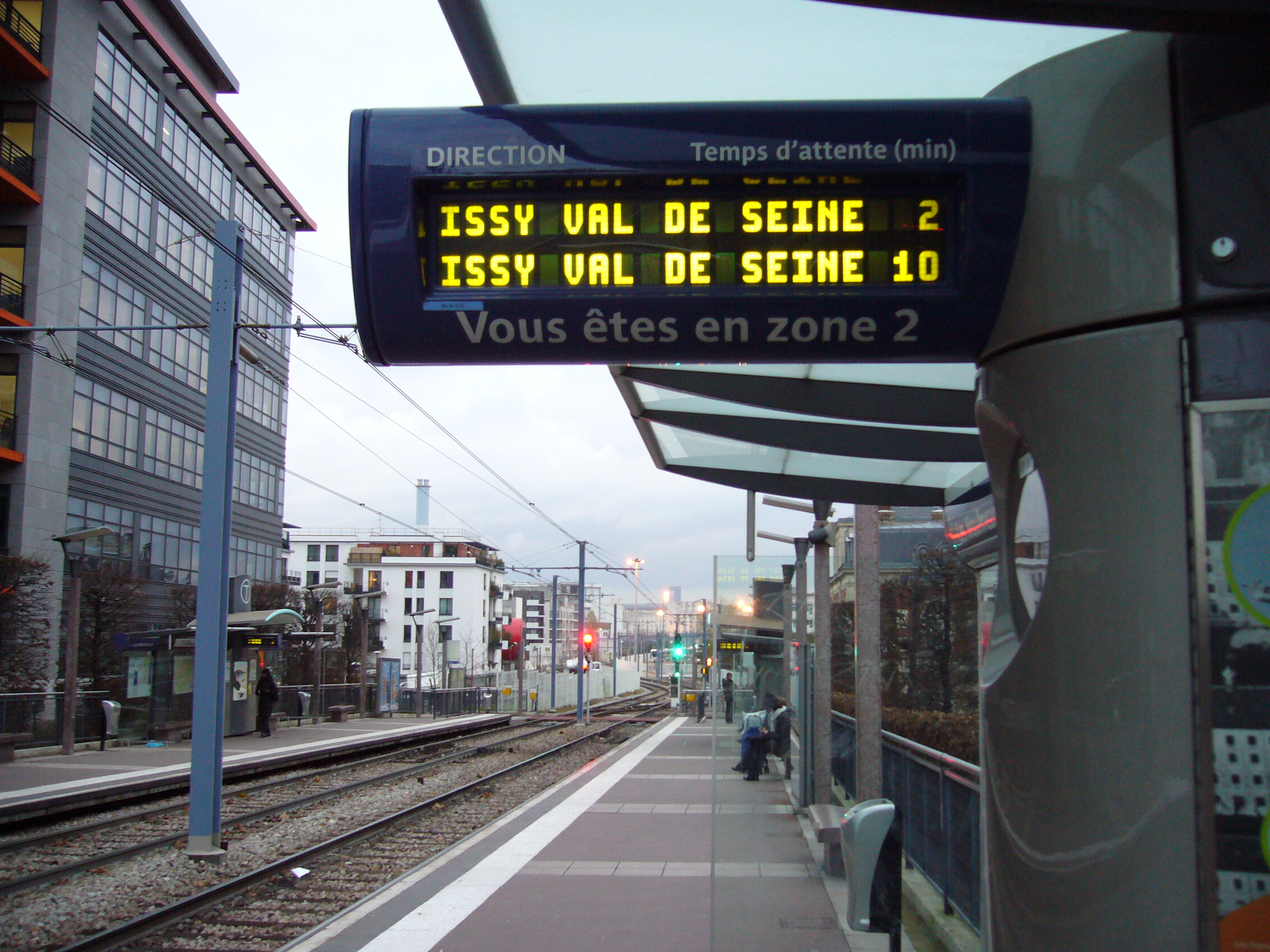
Borne du Système d'information en ligne (SIEL).
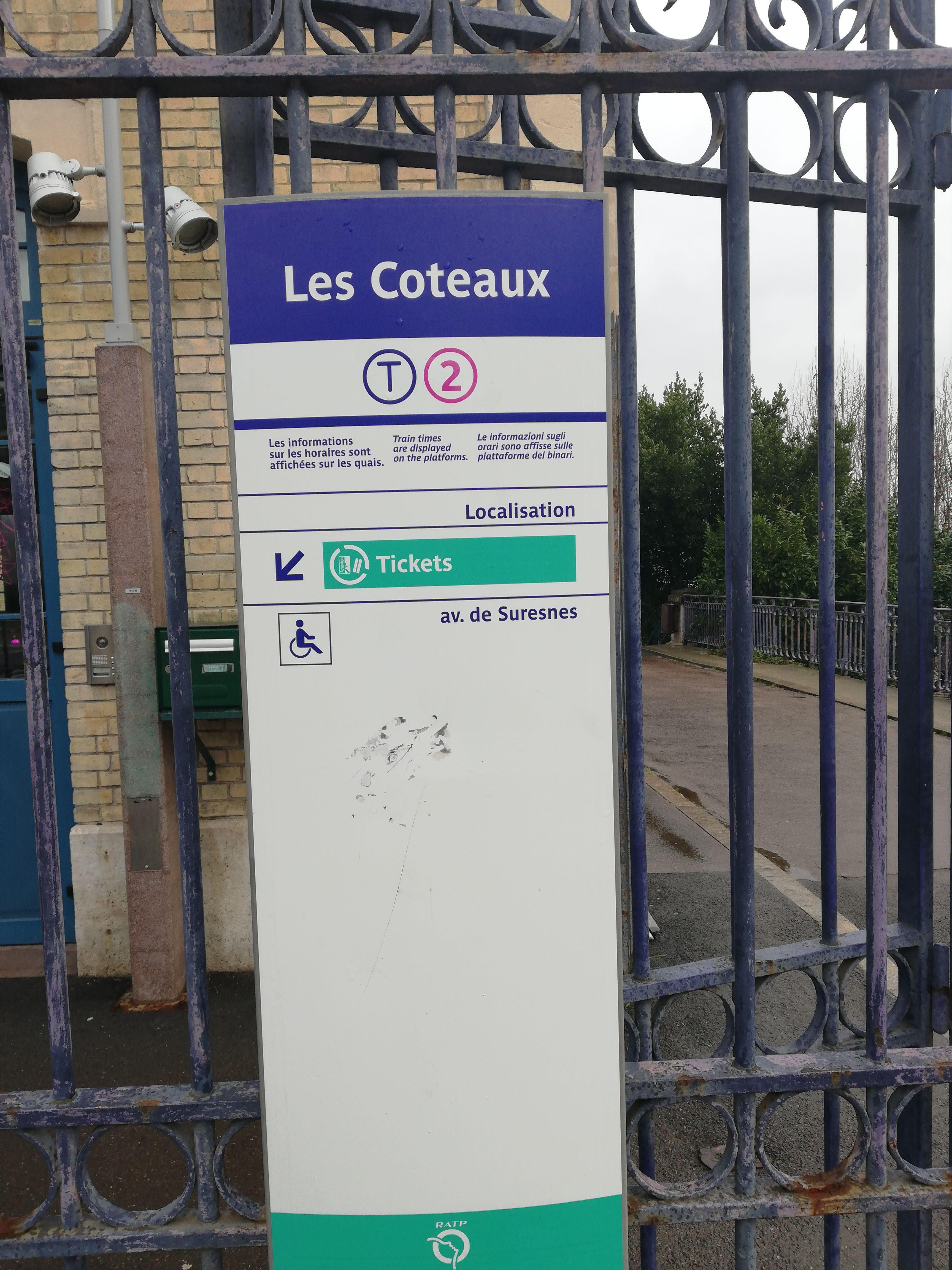
Totem informatif de la station Les Coteaux, en octobre 2017.

## Exploitation

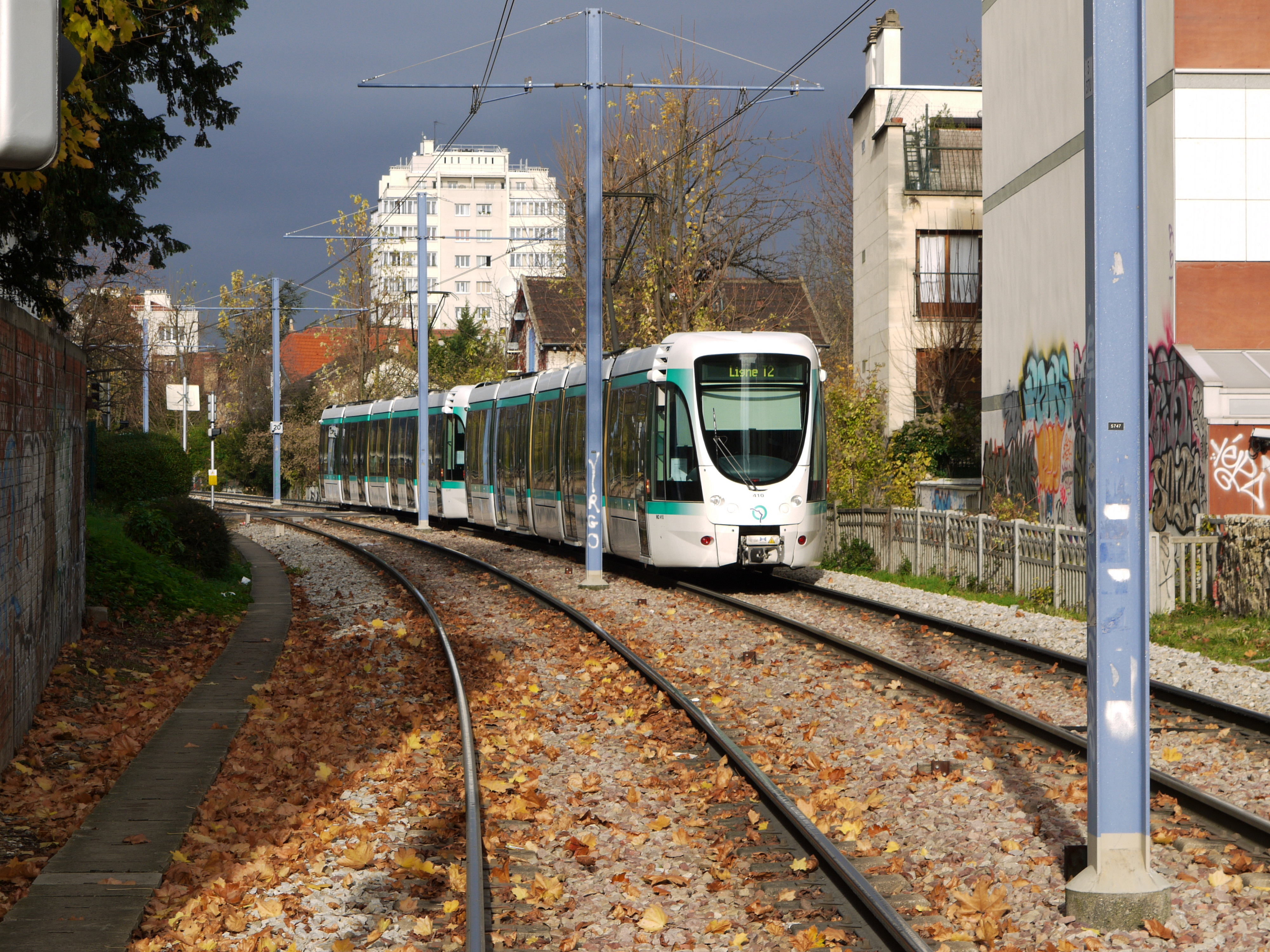
Une rame double de Citadis 302 entre les stations Les Milons et Parc de Saint-Cloud, en novembre 2008.

Le T2 est une ligne de tramway d'Île-de-France exploitée par la Régie autonome des transports parisiens (RATP). Les tramways relient Pont de Bezons à Porte de Versailles en 45 minutes. Les rames circulent à la fréquence d'une rame toutes les quatre minutes aux heures de pointe et toutes les sept à huit minutes aux heures creuses.

### Matériel roulant
La ligne T2 est équipée de soixante-six rames de tramway de type Citadis 302. Elles mesurent 32,2 mètres. Chaque rame possède 48 sièges, dont 16 sièges relevables de type strapontin, et offre 165 places debout (sur la base de quatre voyageurs par mètre carré), pour une capacité totale de 213 voyageurs. Les rames sont équipées de la climatisation, d'un système de vidéosurveillance et d'instruments de mesure du trafic voyageurs. Elles sont tractées par une motorisation asynchrone avec chaîne de traction Onix. Elles ont été livrées en trois tranches, dans le cadre du contrat signé en 2000 entre la RATP et Alstom.

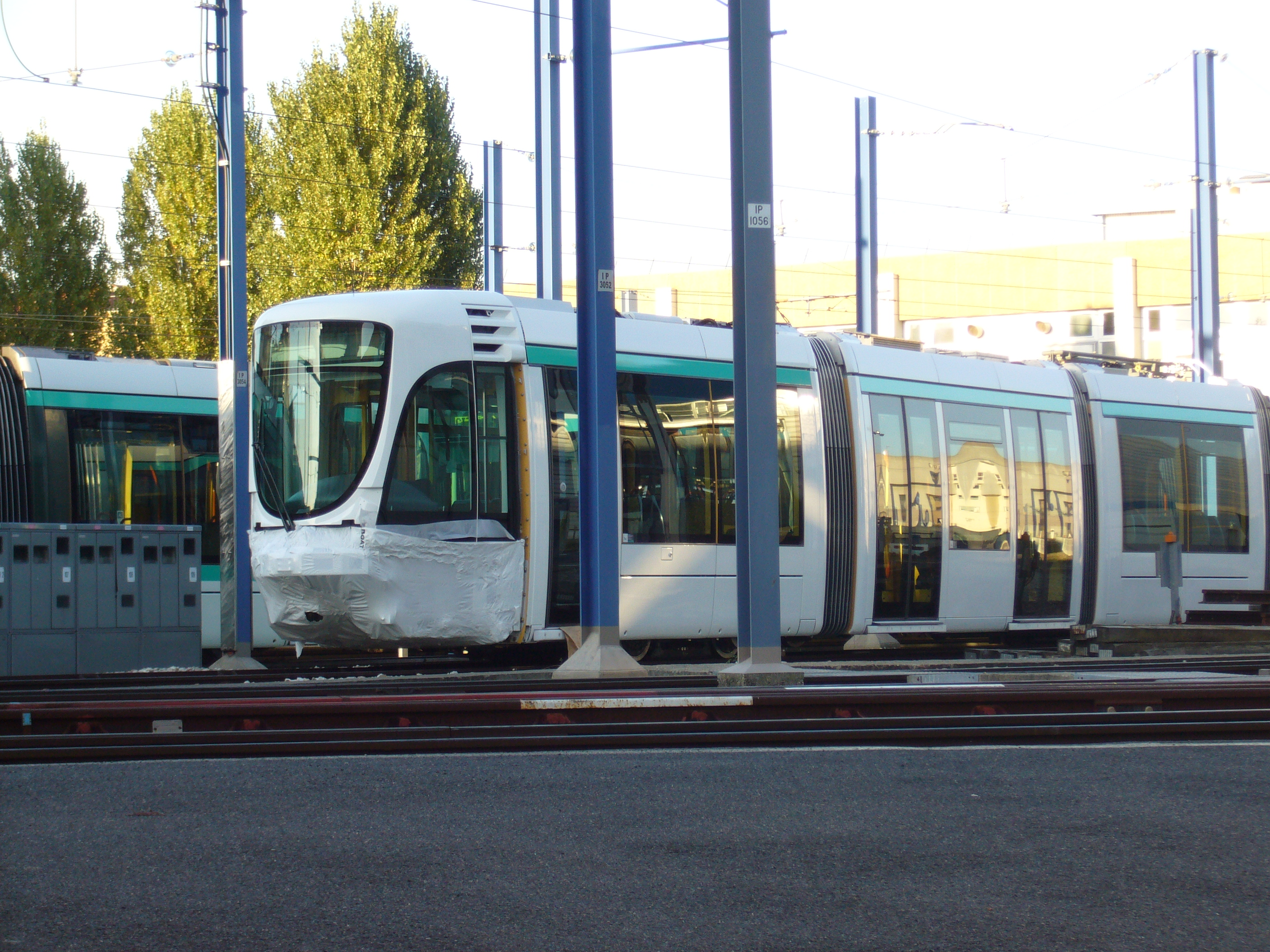
Une rame Citadis 302 tout juste livrée (octobre 2008) sur le site des Moulineaux, en vue du prolongement de la ligne à Porte de Versailles.

La première tranche permet le redéploiement des rames de type TFS d'Alstom, présentes depuis la mise en service en 1997, sur la ligne 1 du tramway. Treize rames sont ainsi livrées à partir du 25 juillet 2002 parce qu'il est jugé préférable de remplacer les TFS, saturées particulièrement en heures de pointe, qui ne peuvent être accouplées par deux afin de doubler leur capacité d'emport,. Le fait d'avoir remplacé les TFS augmente la capacité de la ligne de 35 %, un Citadis pouvant transporter 213 personnes contre 174 dans un TFS. Les premières rames furent mises en service à partir du 2 décembre 2002.
La seconde tranche rend possible la mise en application de l'exploitation en rames doubles, à partir du 5 septembre 2005. Les rames sont, dans le cadre de cette exploitation, associées par deux au moyen d'attelages automatiques Scharfenberg, pour permettre le doublement de la capacité d'emport, une nécessité pour faire face à la saturation chronique de la ligne. À cette fin, treize rames supplémentaires (numérotées de 414 à 426) ont été livrées, afin d'être accouplées aux rames déjà livrées, pour un coût total de 21 millions d’euros, soit 1,62 million d'euros l'unité,,.

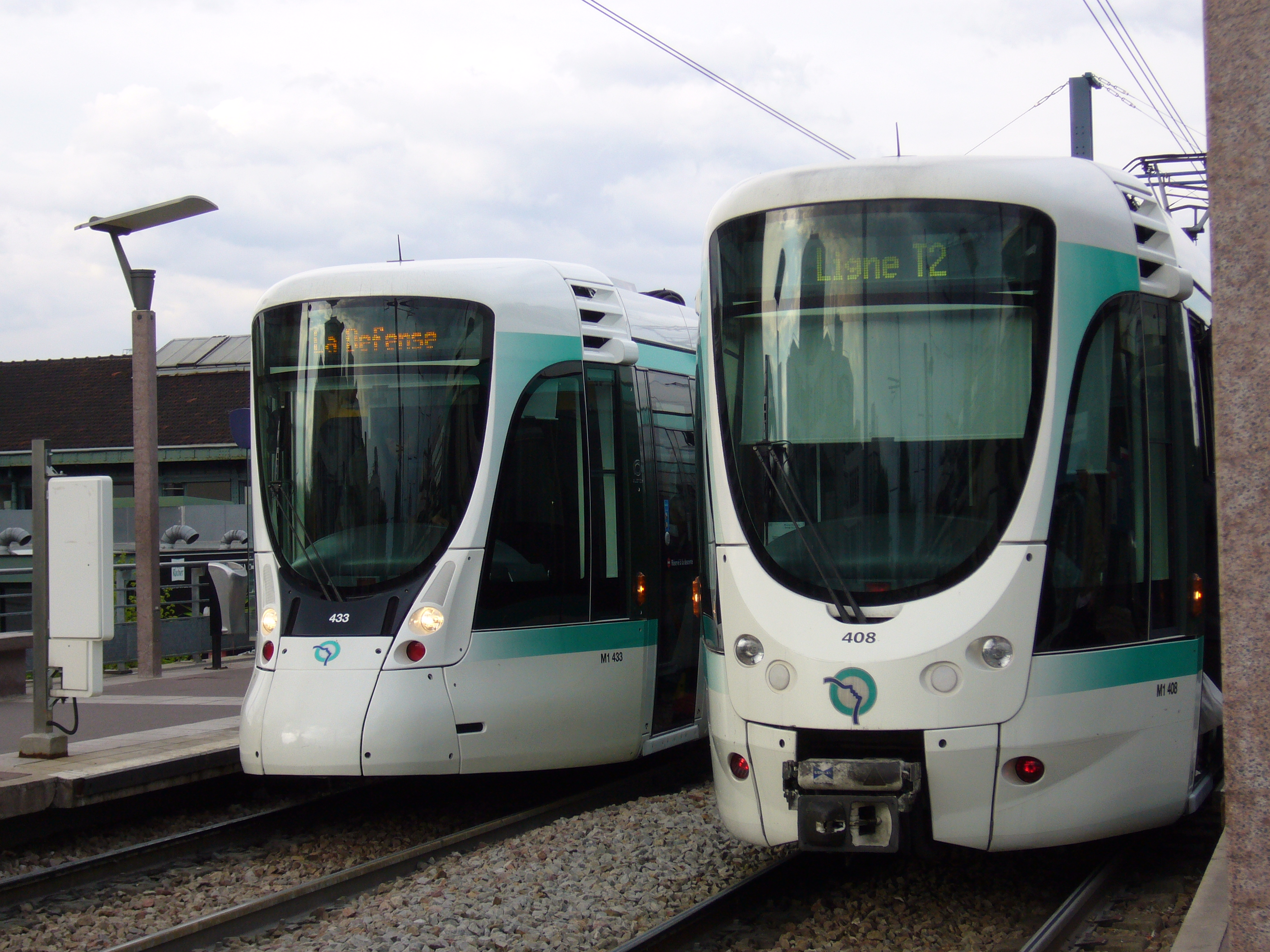
À gauche, la rame Citadis 302 no 433 issue de la troisième tranche ; à droite, la rame Citadis 302 no 408 précédent avec l'ancien « nez » (avril 2009).

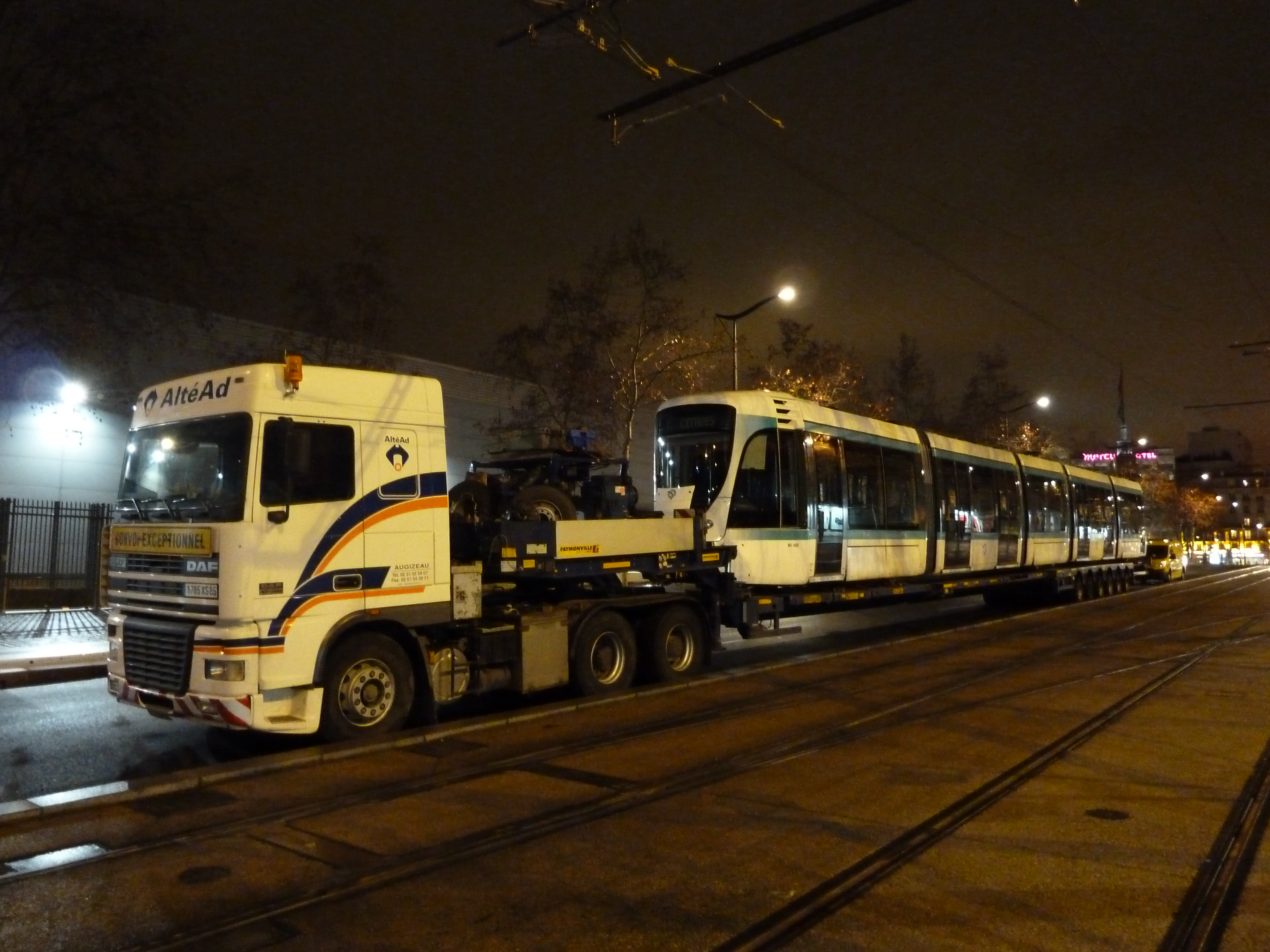
Une rame Citadis 302 transférée par convoi exceptionnel de Porte de Versailles à Colombes, en janvier 2012.

La troisième tranche permit la mise en service des prolongements vers la porte de Versailles et le pont de Bezons. Pour ce faire, les trente-quatre dernières rames Citadis prévues au contrat de 2000 ont été livrées, pour un coût total de 53 millions d'euros.
Seize rames, numérotées de 427 à 442, ont été livrées à l'atelier de maintenance des trains d'Issy-les-Moulineaux, en vue du prolongement vers Porte de Versailles. La première de ces rames supplémentaires a été livrée le 26 septembre 2008. Les livraisons se sont poursuivies jusqu'au 31 mai 2009, un mercredi sur deux de 23 h à 0 h 30. Elles se sont effectuées au moyen d'un convoi exceptionnel d'une longueur totale de 38 mètres,.
Enfin si, par ailleurs, avant l'extension jusqu'à Porte de Versailles, le T2 circulait uniquement en site propre hors de la voirie, il n'en est plus de même entre les stations Suzanne Lenglen et Porte de Versailles où la ligne est majoritairement insérée dans la voirie urbaine. La RATP s'est donc vue contrainte, vis-à-vis des autorités de tutelle, d'adapter les Citadis qui y circulent ; les rames Citadis comportaient en effet des parties saillantes, les attelages automatiques Scharfenberg, et n'étaient pas adaptées à une circulation en ville et à d'éventuelles collisions avec d'autres véhicules.
La Régie décida donc d'adapter le design des Citadis de la ligne pour y intégrer un carénage et un nouveau « nez », ce qui obligea à un léger relookage des rames de la ligne. C'est l'agence lyonnaise Avant Première, très présente dans le domaine ferroviaire, qui a dessiné cette nouvelle forme, en collaboration avec les designers d'Alstom pour garantir la faisabilité technique de cette adaptation. Les nouveaux Citadis livrés à l'occasion du prolongement étaient fournis à la régie sans « nez ».
L'atelier des Moulineaux s'est chargé du montage, permettant ainsi aux techniciens de la RATP de s'exercer avant le « rétrofit » des vingt-six rames qui constituaient alors le parc de la ligne, le tout en quelques mois, entre la livraison des nouveaux trains début 2009, et l'ouverture du prolongement à la fin de l'année.
Les dix-huit rames restantes, numérotées de 443 à 460, ont été livrées à l'atelier d'Issy, en vue du prolongement au pont de Bezons, à partir de la nuit du 26 au 27 janvier 2011. Initialement, il était prévu qu'elles soient directement livrées au sein du nouveau site de maintenance et de remisage supplémentaire de Colombes. Néanmoins, compte tenu du retard important pris dans la réalisation du projet et de l'incapacité du site d'Issy à pouvoir toutes les stocker, un processus particulier de livraison a dû être mis en place. Les rames livrées étaient déposées sur les voies à Porte de Versailles puis envoyées jusqu'à l'atelier d'Issy, pendant que, dans le même temps, des rames anciennes étaient transférées de nuit par convoi exceptionnel de la porte de Versailles à l'atelier de Colombes, où elles étaient stockées dans l'attente de la mise en service du prolongement. Cette organisation permettait ainsi de limiter les surcoûts liés au retard,,.
Enfin en 2015, six rames supplémentaires, numérotées de 461 à 466, ont été livrées pour augmenter le nombre de rames aux heures de pointe.

### Conduite et signalisation

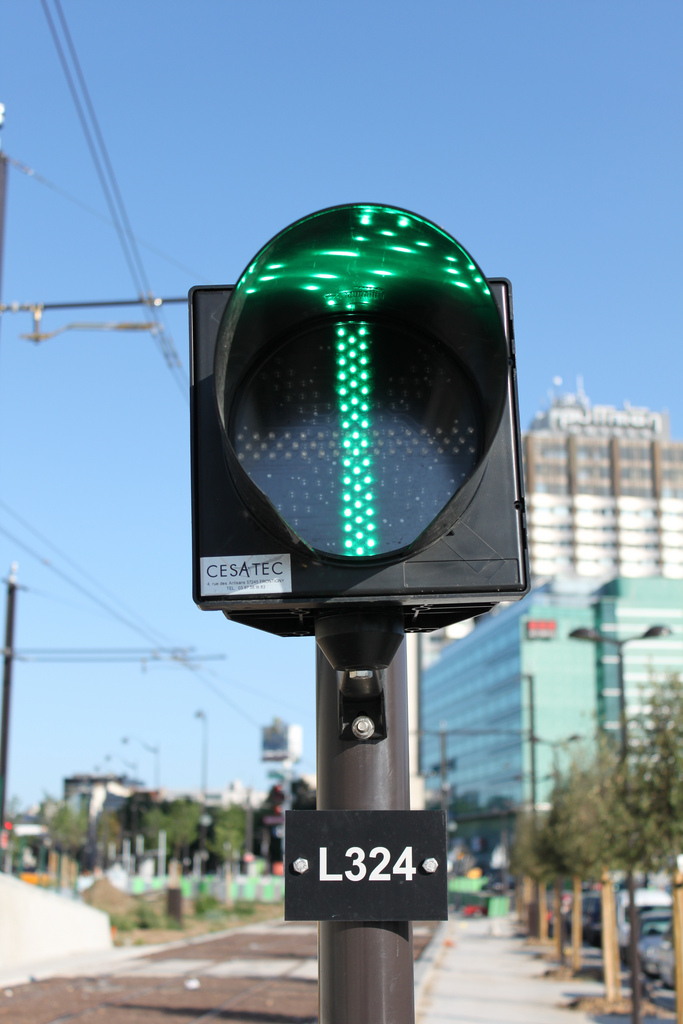
Un signal d'aiguillage à proximité de la station Suzanne Lenglen, en août 2009.

La conduite sur la ligne se fait en « conduite à vue ». La ligne comporte des panneaux de limitation de vitesse, des signaux de protection d'itinéraires et des signaux protégeant le franchissement des carrefours.
Dans sa partie urbaine vers Porte de Versailles et Pont de Bezons, la ligne est équipée pour la voirie de signaux tricolores classiques de type R11 tandis que la ligne est équipée de signaux de type R17 et R18 associés à la signalisation routière. On retrouve cette signalisation vers le parc nautique de l'île de Monsieur à Sèvres, où la ligne franchit deux routes d'accès au parc. Le reste de la ligne, située en voie réservée, est équipé de signaux bicolores ou tricolores, protégeant les aiguilles et les zones à visibilité réduites telles que les tunnels : le vert signifie la voie libre sur un itinéraire dit « protégé », le orange la voie libre sur un itinéraire dit « normal » et s'il clignote c'est que le signal est commandé par le circuit de voie d'une autre voie que celle concerné et pour finir, le rouge marque l'arrêt.
Les signaux R17, R18 sont sur un fond noir ; une barre horizontale de couleur blanche impose l'arrêt, un rond blanc annonce un signal d'arrêt et une barre verticale blanche signale la voie libre. Une signalisation d'aide à l'exploitation complète ces signaux, un losange lumineux signalant la prise en charge de la demande de priorité au carrefour.
Les signaux de protection d'itinéraires ou signaux d'exploitation se situent où se trouvent les appareils de voies (aiguillages). Les panneaux de limitation de vitesse se présentent, quant à eux, comme des panneaux carrés avec des chiffres noirs sur fond blanc. Enfin, les indicateurs de coupure de courant sont implantés en amont de chaque secteur d'alimentation de la ligne aérienne de contact (LAC). Deux ronds blancs alignés en position verticale annoncent une ligne alimentée ; s'ils sont alignés en position horizontale, ils annoncent une ligne non alimentée.

### Accidents
Le 28 mai 2018, une rame s'est encastrée dans un poteau au terminus à Porte de Versailles. Malgré les dégâts matériels, l'incident, sans gravité, n'a fait aucun blessé.
Le 11 février 2019, vers 21 h, une collision s'est produite entre deux tramways, tous les deux en service voyageurs, au sud-ouest de la station Jacques-Henri Lartigue, à Issy-les-Moulineaux, aux abords de l'atelier de maintenance. Alors qu'un premier tramway stationnait en pleine voie, le second, circulant dans la même direction, l'a percuté par l'arrière. Selon la RATP, le choc fait douze blessés dont un dans un état grave. Les causes de l'accident ne sont pas connues à ce jour, une enquête interne est toujours en cours du côté de la RATP. Une cellule de crise et le plan d'aide aux victimes ont été activés. L'accident cause des dégâts matériels très importants, au total quatre rames sont touchées (les deux tramways circulaient en « unités multiples »). À la suite de cet accident, le trafic a été interrompu sur l'ensemble de la ligne pour le reste de la journée du 11 février, puis entre Parc de Saint-Cloud et Issy-Val de Seine jusqu'au 13 février 2019 en fin de matinée, la RATP ayant réussi à dégager les tramways endommagés et à réparer les infrastructures en seulement 36 heures.

### Ateliers

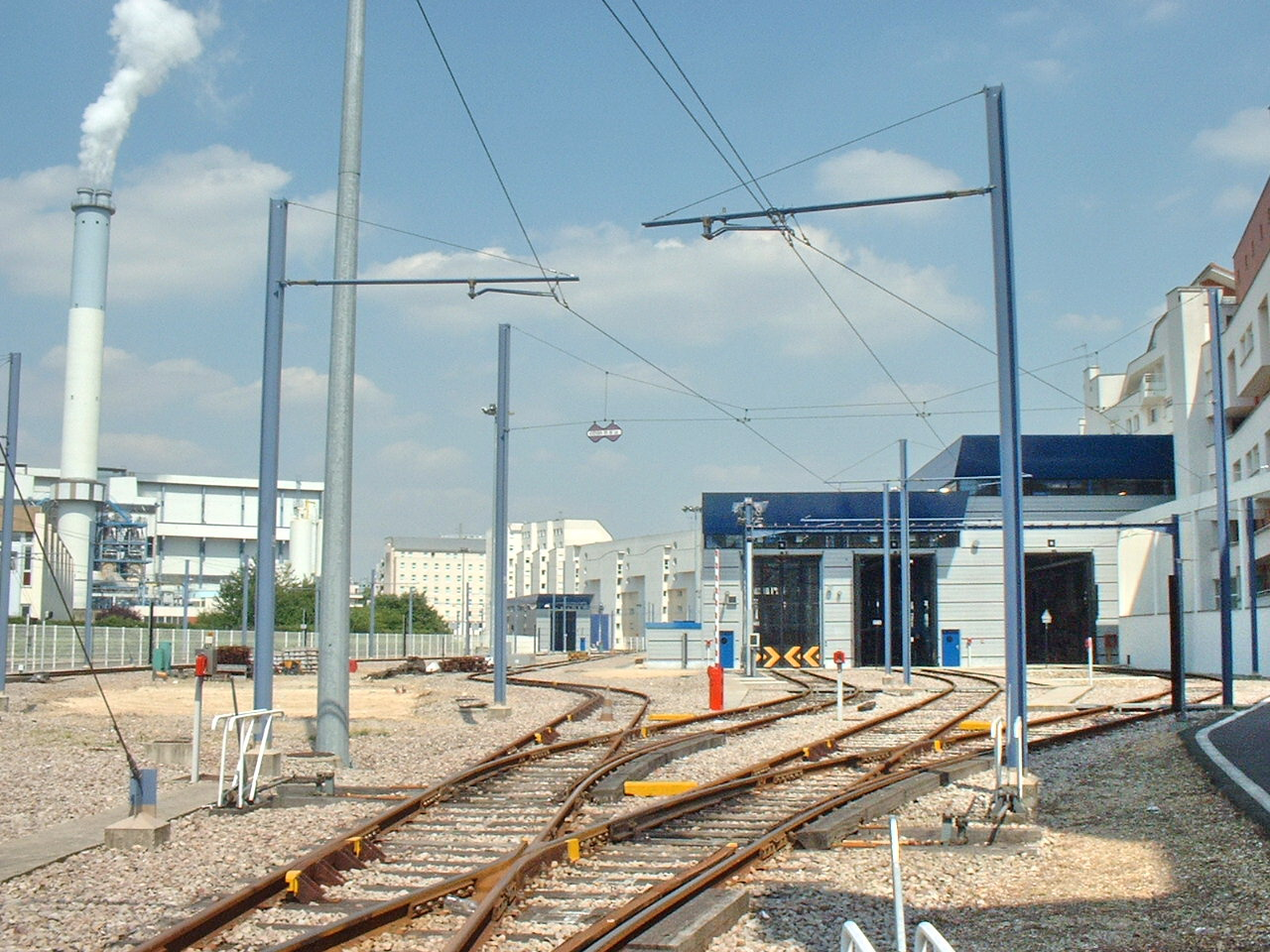
Les ateliers des Moulineaux à Issy-les-Moulineaux, en juin 2001. On distingue à droite l'atelier et au centre, au fond, le bâtiment de la machine à laver.

Les soixante rames Citadis 302 (numérotées de 401 à 460) sont entretenues par les ateliers de maintenance des Moulineaux et de La Marine, respectivement situées entre les stations Les Moulineaux et Jacques-Henri-Lartigue, et entre Parc Pierre Lagravère et Victor Basch.
Les ateliers des Moulineaux servent de remisage et de centre de maintenance de quarante-deux des soixante rames de tramway de la ligne (48° 49′ 23″ N, 2° 15′ 26″ E). Situés à Issy-les-Moulineaux, ils comprennent un hall de maintenance et un faisceau de voies de garage, l'ensemble représentant une surface de 12 550 m2, dont 3 680 m2 de surface couverte. Le site de maintenance et de remisage jouxte une opération immobilière. Le hall de maintenance accueille trois voies parallèles dont deux positions de maintenance, sur fosses et avec passerelle d'accès à la toiture des rames. Un tour en fosse est implanté à l'extrémité d'une des voies sur pilotis. C'est là que se déroulent les opérations d'inspection, de réparation ou encore le reprofilage (« réalésage ») des roues en fosse afin de limiter les risques pour la sécurité et les nuisances sonores. La troisième voie à plat est équipée de vérins mobiles pour réaliser les échanges de bogies. Une station service, dotée d'une machine à laver à rouleaux, comparable à celles utilisées pour les voitures, permet par ailleurs d'effectuer les opérations de nettoyage des rames, tant extérieures qu'intérieures, ainsi que le remplissage des sablières. Les ateliers abritent un véhicule multi-usage pouvant circuler sur la voie de tramway ou sur route, et qui permet notamment de tracter une rame de tramway lorsque le courant de traction n'est pas disponible.
Les ateliers de La Marine servent de remisage et de centre de maintenance aux dix-huit rames restantes. Créés dans le cadre du prolongement de la ligne au pont de Bezons, il s'agit d'un site de maintenance et de remisage supplémentaire de 17 000 m2 construit dans Colombes au sein de l'écoquartier et zone d'activité commerciale (ZAC) de La Marine  (48° 54′ 53″ N, 2° 13′ 31″ E). Sa réalisation a permis le stockage provisoire de dix-huit des soixante rames nécessaires à l'exploitation du prolongement dans l'attente de sa mise en service. Elles ne pouvaient être garées à l'atelier des Moulineaux, faute de place. Le site de Colombes pourra également servir à remiser les rames de la ligne 1 du tramway lors de son prolongement à Colombes,.

### Tarification et financement
La tarification de la ligne est identique à celle en vigueur sur tout le réseau du tramway d'Île-de-France. Un ticket « bus-tram », qui remplace le ticket t+ au 1er janvier 2025, permet un trajet simple quelle que soit la distance, avec une ou plusieurs correspondances possibles avec les autres lignes de bus et de tramway pendant une durée maximale de 1 h 30 entre la première et dernière validation. En revanche, un ticket validé dans un bus ne permet pas d'emprunter le métro, ni le Transilien et le RER. Une exception existe à titre temporaire pour l'emprunt des T11 à T13, précédemment accessibles avec le billet origine-destination, où le ticket « métro-train-RER » est nécessaire.
Le financement du fonctionnement de la ligne (entretien, matériel et charges de personnel) est assuré par l'exploitant. Cependant, les tarifs des billets et abonnements dont le montant est limité par décision politique ne couvrent pas les frais réels de transport. Le manque à gagner est compensé par l'autorité organisatrice, Île-de-France Mobilités, présidée depuis 2005 par le président du Conseil régional d'Île-de-France et composé d'élus locaux. Elle définit les conditions générales d'exploitation ainsi que la durée et la fréquence des services. L'équilibre financier du fonctionnement est assuré par une dotation globale annuelle aux transporteurs de la région grâce au versement mobilité payé par les entreprises et aux contributions des collectivités publiques.

Logo de la ligne 2 du tramway pour Île-de-France Mobilités.

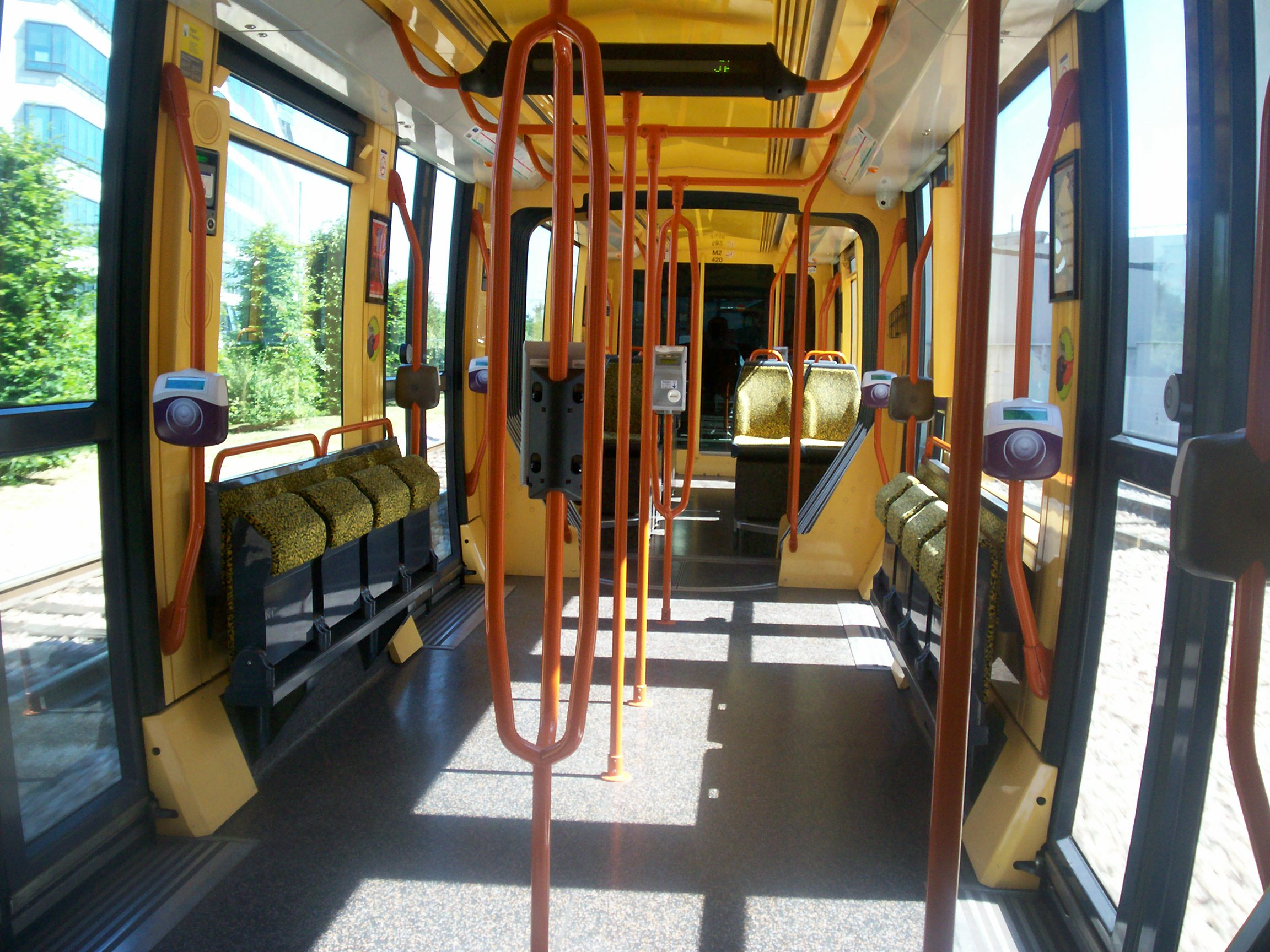
Intérieur de rame de tramway Citadis 302 de la ligne T2, en juin 2006. Les valideurs de tickets à l'unité et Navigo sont installés dans la rame.

Cette ligne présentait jusqu'au 1er janvier 2025 la particularité de fonctionner avec deux types de tarification.
1. Pour le tronçon entre La Défense et Issy-Val-de-Seine, les voyageurs peuvent utiliser un billet origine-destination lorsqu'ils continuent leur voyage vers le réseau Transilien et RER en connexion à La Défense, Puteaux ou Issy-Val-de-Seine. Cette disposition résulte de l'historique de ce tronçon, auparavant faisant partie du réseau ferré.
2. Elle propose aussi, pour l'ensemble du tracé, une tarification identique à celle des autres lignes de tramway (hors lignes T11 à T13) ainsi qu'à celle de l'essentiel des lignes de bus et accessible avec le ticket t+ et les mêmes abonnements.

Les quatre stations du prolongement sud de la ligne, de Henri Farman jusqu'à la Porte de Versailles sont situées en zone tarifaire 1. Les stations Les Moulineaux, Jacques-Henri Lartigue et Issy-Val de Seine sont en zone tarifaire 2 ; elles sont accessibles avec une carte d'abonnement zones 1-2. La station Pont de Bezons est située en zone 4. Toutes les autres stations se situent en zone 3, y compris les stations La Défense, Parc de Saint-Cloud et Musée de Sèvres, malgré les connexions respectives aux lignes 1, 10 et 9 du métro. La ligne dessert 4 zones différentes ; seules les personnes munies d'un ticket t+ ou d'une carte d'abonnement incluant les zones 1 à 4 peuvent donc parcourir l'intégralité de la ligne.
En 2025, elle est l'une des trois lignes de tramway, avec les lignes T4, T11 et T13, à disposer de lignes de contrôle sur au moins une station (La Défense).

### Trafic
La ligne a assuré plus de 50 millions de voyages en 2013, première année complète de service entre le pont de Bezons et la porte de Versailles.
Dans une interview publiée en janvier 2014, le vice-président de la Région chargé des Transports et du Syndicat des transports d'Île-de-France annonce une fréquentation quotidienne de 130 000 voyageurs.
Dans une publication de mai 2016, le STIF annonce une fréquentation quotidienne de 220 000 voyageurs, faisant de la ligne T2 la principale ligne de tramway d'Île-de-France quant au nombre de voyageurs.
La ligne T2 est historiquement une ligne de tramway au trafic élevé. Le nombre total de voyageurs transportés, à ses débuts, représentait environ les deux tiers de la fréquentation de la ligne T1, ouverte en 1992, ou de la ligne T3, ouverte en 2006, soit 81 400 passagers par jour en moyenne en 2009. Le STIF estimait alors l'augmentation de la fréquentation avec le prolongement à Porte de Versailles à 33 600 voyageurs supplémentaires en semaine.

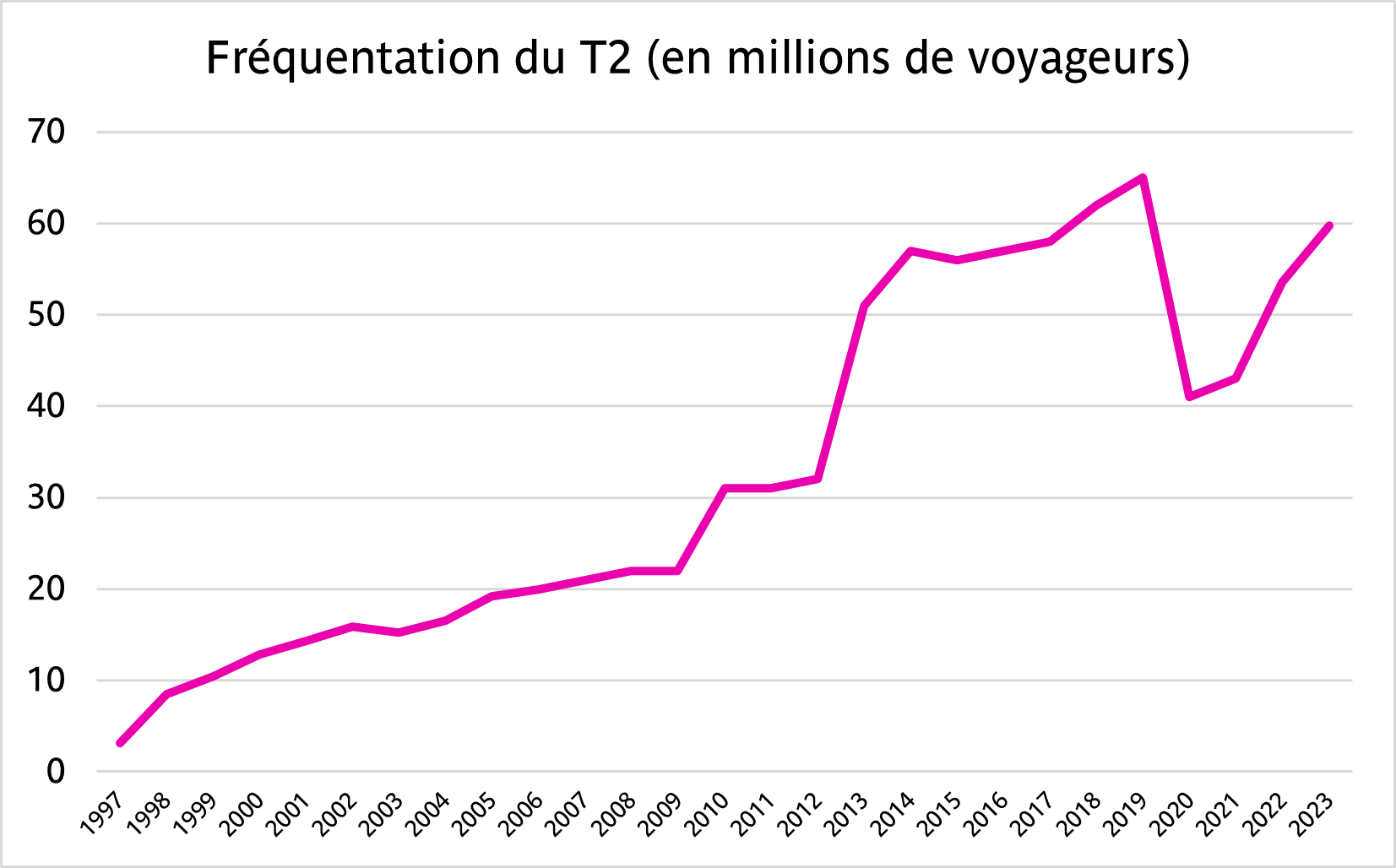
Fréquentation de la ligne T2.

De 1998 (première année de pleine exploitation) à 2006, le trafic a plus que doublé, augmentation comparable à celle constatée sur la ligne T1. Cette forte augmentation, qui s'explique par la fréquence assez élevée et la desserte du quartier de La Défense, infirme les premières études menées par la SNCF et qui n'envisageait qu'une fréquentation plus modeste. Le choix du tramway plutôt qu'un mode ferroviaire lourd a dès lors posé la question du nombre de places offertes et a rapidement nécessité l'utilisation de rames doubles Citadis 302 pour assurer un service convenable.
En janvier 2014, malgré la circulation de rames Citadis 302 en unités multiples, l'association des usagers des transports dénonce une saturation de la ligne.
| Année                             | 1997 | 1998 | 1999 | 2000 | 2001 | 2002 | 2003 | 2004 | 2005 | 2006 | 2007 | 2008 |
| Nombre de voyageurs (en millions) | 3,1  | 8,5  | 10,4 | 12,8 | 14,3 | 15,9 | 15,2 | 16,5 | 19,2 | 19,9 | 21   | 22   |

| Année                             | 2009 | 2010 | 2011 | 2012 | 2013 | 2014 | 2015 | 2016 | 2017 | 2018 | 2019 | 2020 | 2021 | 2022 | 2023 |
| Nombre de voyageurs (en millions) | 22   | 31   | 31   | 32   | 51   | 57   | 56   | 57   | 58   | 62   | 65   | 41   | 43   | 54   | 60   |

## Projets de développement

### Prolongement vers Sartrouville
Le projet de SDRIF, dévoilé par la région en février 2007, prévoit en phase 2 (2014-2020) un prolongement de la ligne du pont de Bezons jusqu'à Sartrouville-Val Notre-Dame pour rejoindre la ligne de tramway T11.
Le tramway T2, arrivé en 2012 au pont de Bezons, a révolutionné les transports dans la commune. Toutefois le maire de la ville souhaite accélérer l'extension au nord de la ligne, en empruntant la RD 392 jusqu'en limite d'Argenteuil, afin de mieux desservir Bezons et d'éviter la congestion routière quotidiennement occasionnée par les rabattements vers l'unique station de tramway de la ville.
Cependant, en 2022, ce prolongement a été écarté par Île-de-France Mobilités, privilégiant un projet de bus à haut niveau de service (BHNS).
Cela dit, en 2025, les élus écologistes d'Argenteuil Donia Lassoued et Marine Chailloux, manifestent leur opposition au projet de BHNS au détriment du tramway car selon eux, le BHNS « ne sera pas en site propre. Il circulera en partie sur la route, coincé dans les bouchons. »

### Restructuration de la station La Défense et nouvelle station «Rose de Cherbourg»
Face à la saturation de la gare de la Défense, la RATP, la SNCF, la Région et l'Établissement Paris-La Défense allouent en 2019 un budget de 13,3 millions à son amélioration.
Il est envisagé, dans le cadre de la restructuration de la gare routière de La Défense, de libérer l'espace pour une troisième voie dédiée au tramway. Celle-ci permettrait de fluidifier l'exploitation en permettant des terminus partiels à cette station.
Par ailleurs, IDFM étudiera la possibilité de construire une nouvelle station « Rose de Cherbourg », située entre Puteaux et La Défense au niveau du boulevard circulaire, dans la tranchée partagée avec les voies SNCF. Elle permettrait de soulager la station La Défense en offrant un accès alternatif au sud du quartier d'affaires. Elle permettrait également d'offrir une correspondance optimisée avec la station La Défense de la ligne 15 du métro, localisée à la Rose de Cherbourg,. 

### Augmentation de la capacité
Pour faire face à la saturation de la ligne, l'allongement des stations pour accueillir des rames triples d'une longueur de 99 mètres (trois éléments de 33 mètres) ou des rames doubles d'une longueur de 88 mètres (deux éléments de 44 mètres) est étudié par la RATP. Le passage à un gabarit de 2,65 mètres de large est également envisagé dans le cadre de ce projet, ce qui ouvrirait la voie à une mutualisation du matériel roulant avec la ligne 3a du tramway.
Le terminus de Porte de Versailles, actuellement en cul-de-sac, sera reconstruit pour permettre l'aménagement d'une arrière-station et ainsi augmenter sa capacité. Le quai central et le garage en avant-gare seront démolis au profit d'une station classique à deux quais encadrant deux voies, ce qui rallongera néanmoins les correspondances vers la ligne 12 du métro et le T3a.

## Tourisme

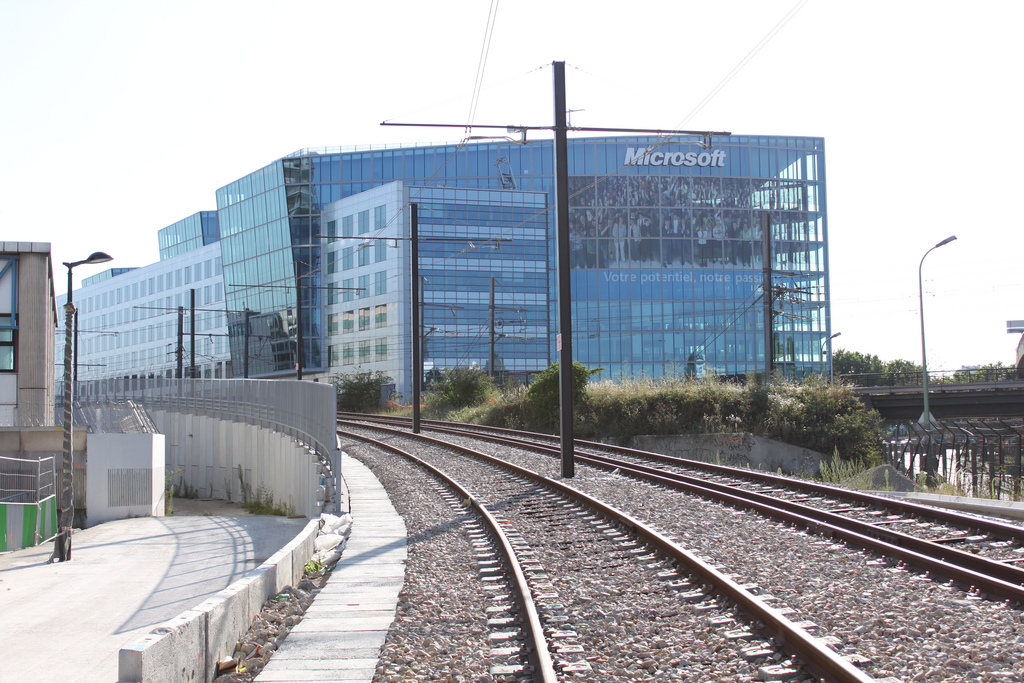
Le siège de Microsoft en novembre 2009. Il surplombe les voies du tramway et du RER C.

La ligne T2 dessert, du nord au sud, les lieux d'attraction suivants :
- le parc départemental Pierre Lagravère à Colombes (station Parc Pierre Lagravère) ;
- le centre commercial des « Quatre Chemins » à Colombes (station Victor Basch) ;
- le quartier d'affaires de La Défense : la Grande Arche, le parvis de la Défense, le Centre des nouvelles industries et technologies, Les 4 Temps et leur multiplexe de 16 salles de cinéma UGC La Défense (station La Défense) ;
- le parc de Saint-Cloud, qui accueille, notamment, annuellement le festival Rock en Seine (station Parc de Saint-Cloud) ;
- la base nautique de l'Île Monsieur et la manufacture nationale de Sèvres et le musée national de Céramique (station Musée de Sèvres) ;
- l'Île Seguin, qui abritait autrefois une usine Renault, qui accueille aujourd'hui La Seine musicale , le parc de Brimborion qui faisait partie du château de Bellevue, qui est aujourd'hui détruit (station Brimborion) ;
- l'Île Saint-Germain et son parc où se trouve notamment la Tour aux figures de Jean Dubuffet et le centre commercial des « Trois moulins »  (station Les Moulineaux) ;
- le centre d'affaires du Val de Seine  (stations Issy - Val de Seine et Henri Farman) ;
- Isséane, le centre de traitement de déchets de dernière génération du Syctom (station Issy - Val de Seine) ;
- le quartier d'affaires « Seine Ouest », comprenant notamment la tour Sequana et le siège social de Microsoft et le siège de la direction générale de l'Aviation civile (station Henri Farman) ;
- l'héliport de Paris - Issy-les-Moulineaux - Valérie-André , le parc omnisports Suzanne-Lenglen, les bâtiments administratifs de l'Armée de l'air, l'Aquaboulevard et son multiplexe de quatorze salles de cinéma Gaumont  (station Suzanne Lenglen) ;
- le Parc des expositions de la porte de Versailles  (station Porte de Versailles) .

Galerie de photographies
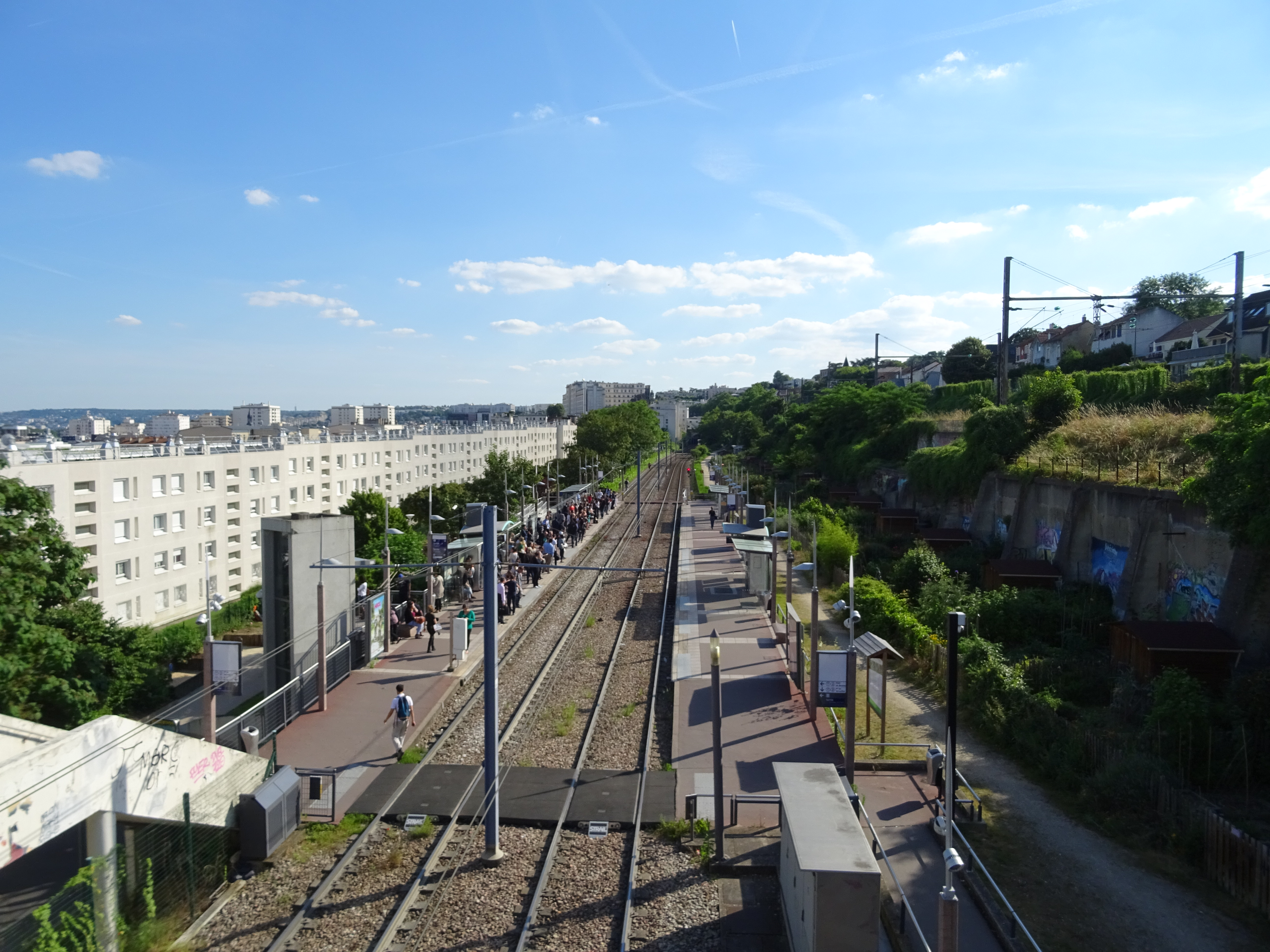
Station Belvédère.
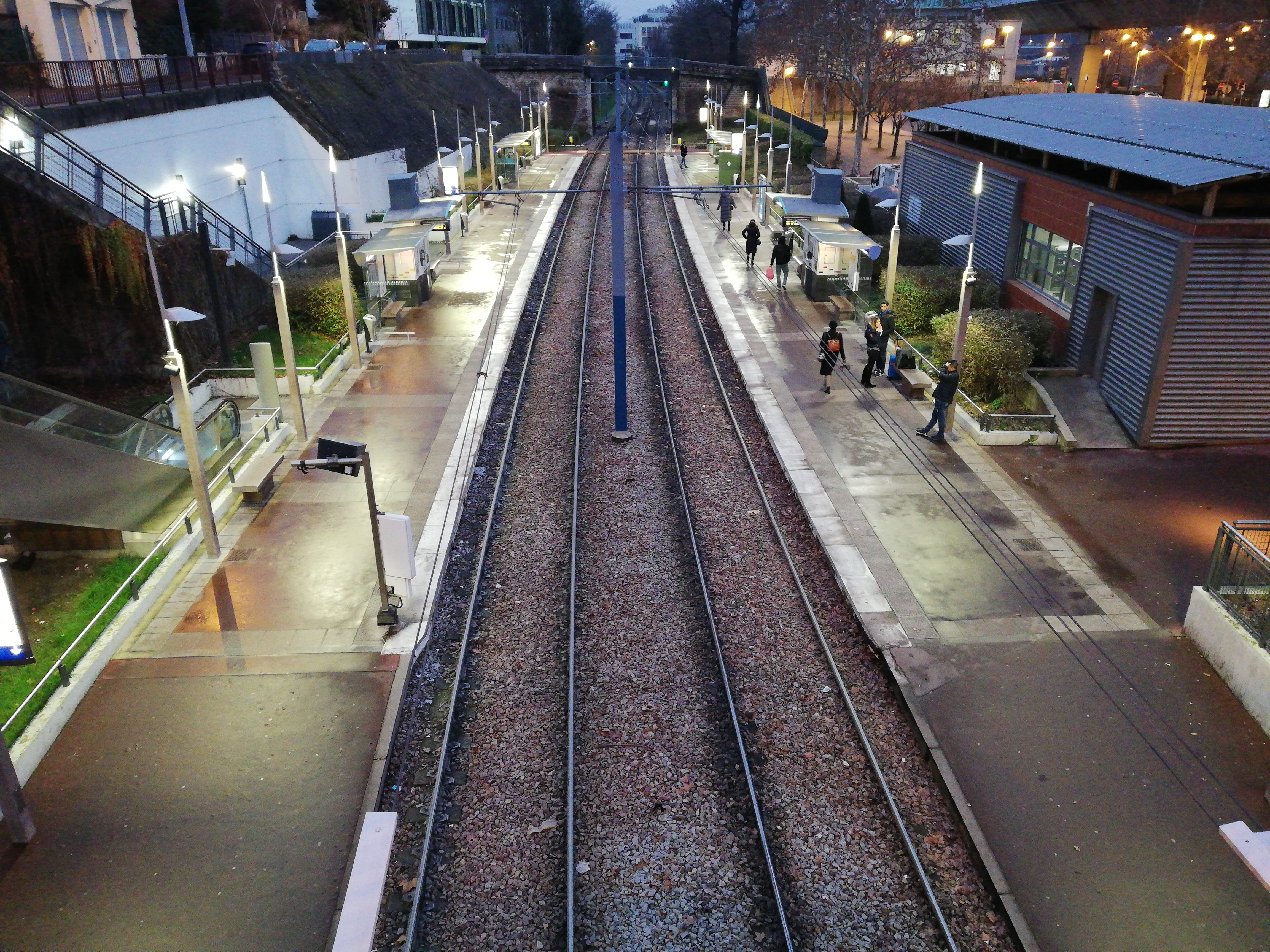
Station Parc de Saint-Cloud.
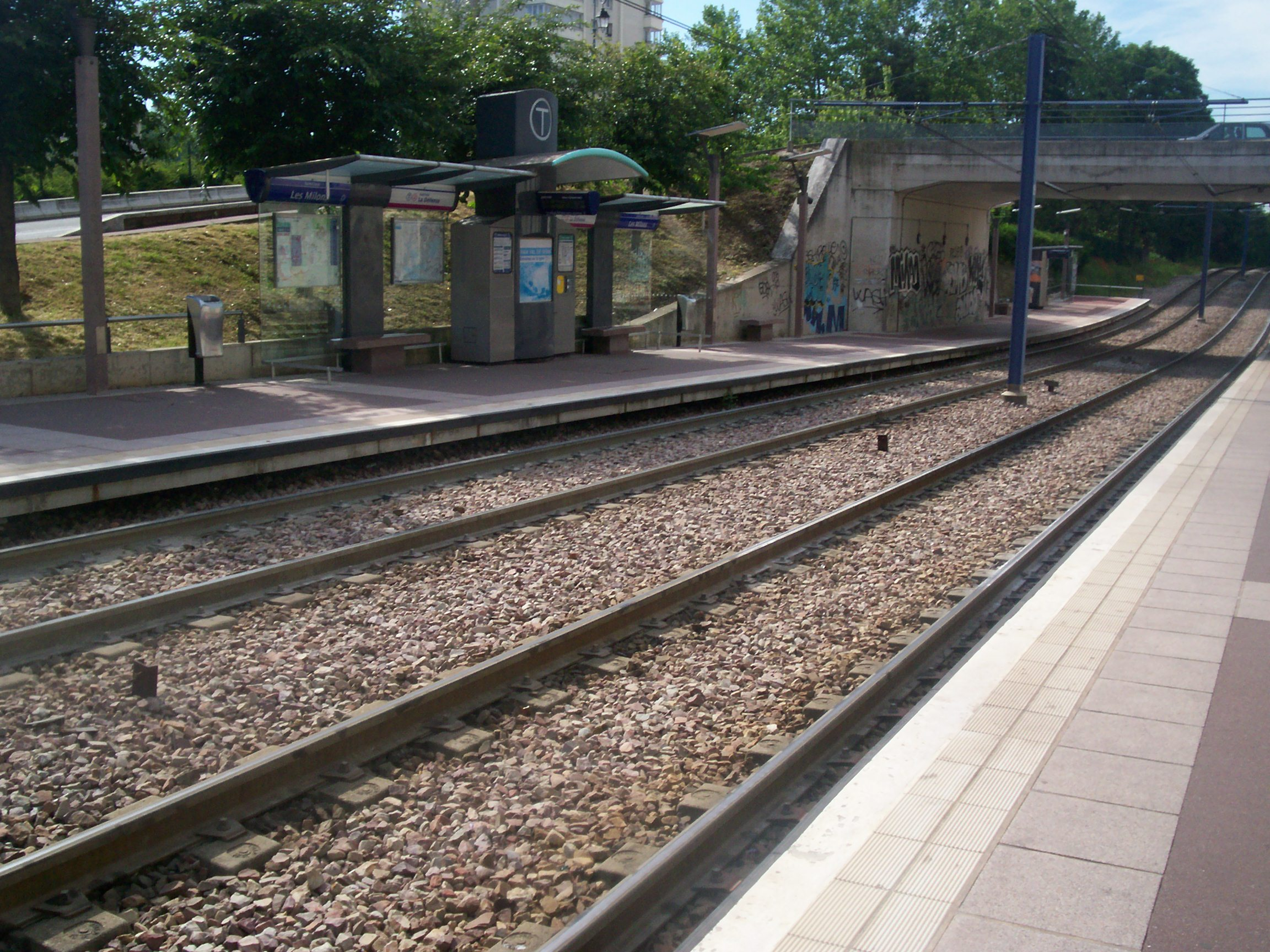
Station Les Milons.
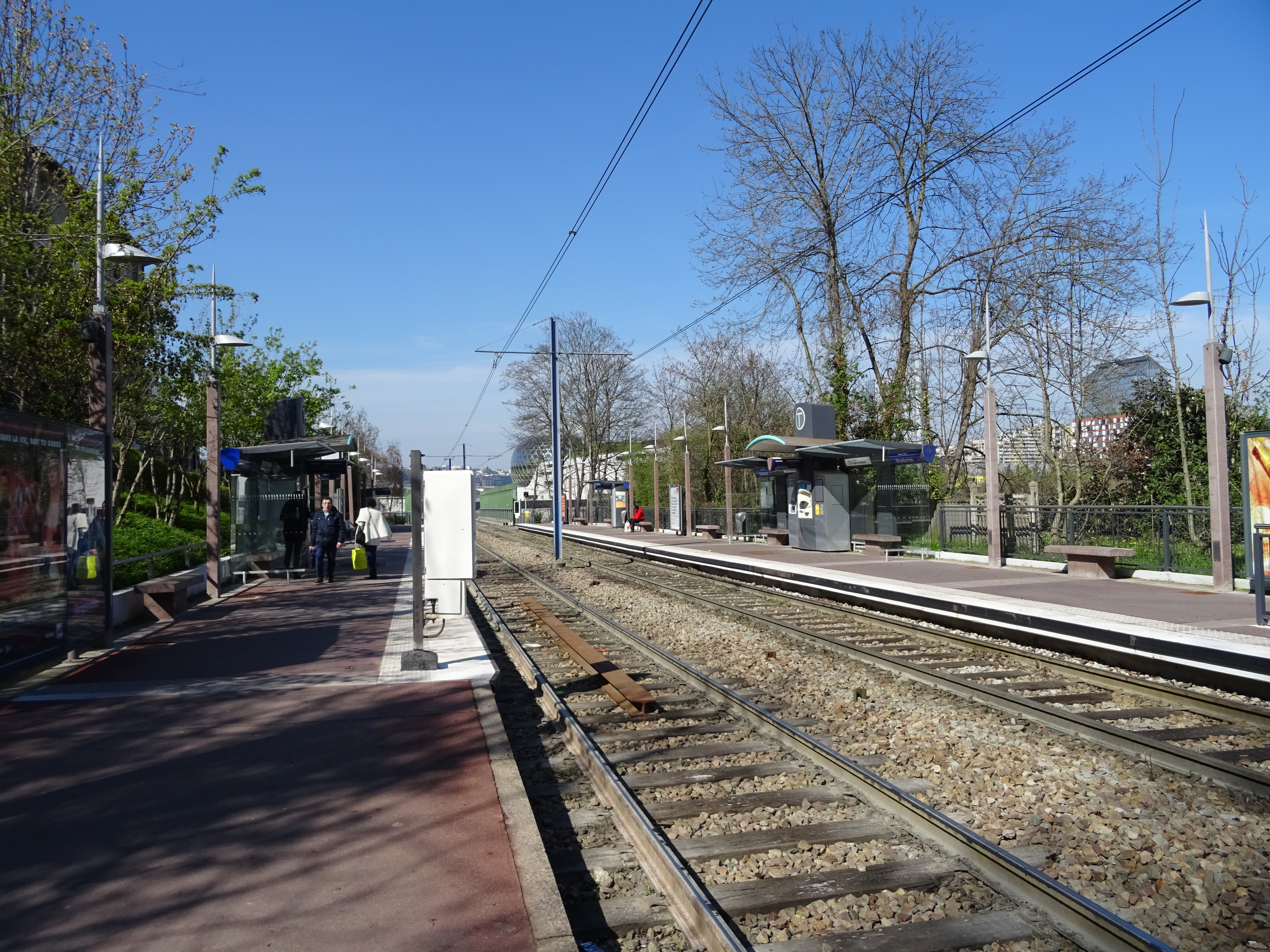
Station Brimborion.